# Indeks hrabstw w Stanach Zjednoczonych

## A
- hrabstwo Abbeville w stanie Karolina Południowa
- parafia Acadia w stanie Luizjana
- hrabstwo Accomack w stanie Wirginia
- hrabstwo Ada w stanie Idaho
- hrabstwo Adair w stanie Iowa
- hrabstwo Adair w stanie Kentucky
- hrabstwo Adair w stanie Missouri
- hrabstwo Adair w stanie Oklahoma
- hrabstwo Adams w stanie Dakota Północna
- hrabstwo Adams w stanie Idaho
- hrabstwo Adams w stanie Illinois
- hrabstwo Adams w stanie Indiana
- hrabstwo Adams w stanie Iowa
- hrabstwo Adams w stanie Kolorado
- hrabstwo Adams w stanie Missisipi
- hrabstwo Adams w stanie Nebraska
- hrabstwo Adams w stanie Ohio
- hrabstwo Adams w stanie Pensylwania
- hrabstwo Adams w stanie Waszyngton
- hrabstwo Adams w stanie Wisconsin
- hrabstwo Addison w stanie Vermont
- hrabstwo Aiken w stanie Karolina Południowa
- hrabstwo Aitkin w stanie Minnesota
- hrabstwo Alachua w stanie Floryda
- hrabstwo Alamance w stanie Karolina Północna
- hrabstwo Alameda w stanie Kalifornia
- hrabstwo Alamosa w stanie Kolorado
- hrabstwo Albany w stanie Nowy Jork
- hrabstwo Albany w stanie Wyoming
- hrabstwo Albemarle w stanie Wirginia
- hrabstwo Alcona w stanie Michigan
- hrabstwo Alcorn w stanie Missisipi
- okręg Aleutians East w stanie Alaska
- okręg Aleutians West w stanie Alaska
- hrabstwo Alexander w stanie Illinois
- hrabstwo Alexander w stanie Karolina Północna
- miasto Alexandria w stanie Wirginia
- hrabstwo Alfalfa w stanie Oklahoma
- hrabstwo Alger w stanie Michigan
- hrabstwo Allamakee w stanie Iowa
- hrabstwo Allegan w stanie Michigan
- hrabstwo Allegany w stanie Maryland
- hrabstwo Allegany w stanie Nowy Jork
- hrabstwo Alleghany w stanie Karolina Północna
- hrabstwo Alleghany w stanie Wirginia
- hrabstwo Allegheny w stanie Pensylwania
- hrabstwo Allen w stanie Indiana
- hrabstwo Allen w stanie Kansas
- hrabstwo Allen w stanie Kentucky
- hrabstwo Allen w stanie Ohio
- parafia Allen w stanie Luizjana
- hrabstwo Allendale w stanie Karolina Południowa
- hrabstwo Alpena w stanie Michigan
- hrabstwo Alpine w stanie Kalifornia
- hrabstwo Amador w stanie Kalifornia
- hrabstwo Amelia w stanie Wirginia
- hrabstwo Amherst w stanie Wirginia
- hrabstwo Amite w stanie Missisipi
- okręg Anchorage w stanie Alaska
- hrabstwo Anderson w stanie Kansas
- hrabstwo Anderson w stanie Karolina Południowa
- hrabstwo Anderson w stanie Kentucky
- hrabstwo Anderson w stanie Teksas
- hrabstwo Anderson w stanie Tennessee
- hrabstwo Andrew w stanie Missouri
- hrabstwo Andrews w stanie Teksas
- hrabstwo Androscoggin w stanie Maine
- hrabstwo Angelina w stanie Teksas
- hrabstwo Anne Arundel w stanie Maryland
- hrabstwo Anoka w stanie Minnesota
- hrabstwo Anson w stanie Karolina Północna
- hrabstwo Antelope w stanie Nebraska
- hrabstwo Antrim w stanie Michigan
- hrabstwo Apache w stanie Arizona
- hrabstwo Appanoose w stanie Iowa
- hrabstwo Appling w stanie Georgia
- hrabstwo Appomattox w stanie Wirginia
- hrabstwo Aransas w stanie Teksas
- hrabstwo Arapahoe w stanie Kolorado
- hrabstwo Archer w stanie Teksas
- hrabstwo Archuleta w stanie Kolorado
- hrabstwo Arenac w stanie Michigan
- hrabstwo Arkansas w stanie Arkansas
- hrabstwo Arlington w stanie Wirginia
- hrabstwo Armstrong w stanie Pensylwania
- hrabstwo Armstrong w stanie Teksas
- hrabstwo Aroostook w stanie Maine
- hrabstwo Arthur w stanie Nebraska
- parafia Ascension w stanie Luizjana
- hrabstwo Ashe w stanie Karolina Północna
- hrabstwo Ashland w stanie Ohio
- hrabstwo Ashland w stanie Wisconsin
- hrabstwo Ashley w stanie Arkansas
- hrabstwo Ashtabula w stanie Ohio
- hrabstwo Asotin w stanie Waszyngton
- parafia Assumption w stanie Luizjana
- hrabstwo Atascosa w stanie Teksas
- hrabstwo Atchison w stanie Kansas
- hrabstwo Atchison w stanie Missouri
- hrabstwo Athens w stanie Ohio
- hrabstwo Atkinson w stanie Georgia
- hrabstwo Atlantic w stanie New Jersey
- hrabstwo Atoka w stanie Oklahoma
- hrabstwo Attala w stanie Missisipi
- hrabstwo Audrain w stanie Missouri
- hrabstwo Audubon w stanie Iowa
- hrabstwo Auglaize w stanie Ohio
- hrabstwo Augusta w stanie Wirginia
- hrabstwo Aurora w stanie Dakota Południowa
- hrabstwo Austin w stanie Teksas
- hrabstwo Autauga w stanie Alabama
- hrabstwo Avery w stanie Karolina Północna
- parafia Avoyelles w stanie Luizjana

## B
- hrabstwo Baca w stanie Kolorado
- hrabstwo Bacon w stanie Georgia
- hrabstwo Bailey w stanie Teksas
- hrabstwo Baker w stanie Floryda
- hrabstwo Baker w stanie Georgia
- hrabstwo Baker w stanie Oregon
- hrabstwo Baldwin w stanie Alabama
- hrabstwo Baldwin w stanie Georgia
- hrabstwo Ballard w stanie Kentucky
- hrabstwo Baltimore w stanie Maryland
- miasto Baltimore w stanie Maryland
- hrabstwo Bamberg w stanie Karolina Południowa
- hrabstwo Bandera w stanie Teksas
- hrabstwo Banks w stanie Georgia
- hrabstwo Banner w stanie Nebraska
- hrabstwo Bannock w stanie Idaho
- hrabstwo Baraga w stanie Michigan
- hrabstwo Barber w stanie Kansas
- hrabstwo Barbour w stanie Alabama
- hrabstwo Barbour w stanie Wirginia Zachodnia
- hrabstwo Barnes w stanie Dakota Północna
- hrabstwo Barnstable w stanie Massachusetts
- hrabstwo Barnwell w stanie Karolina Południowa
- hrabstwo Barren w stanie Kentucky
- hrabstwo Barron w stanie Wisconsin
- hrabstwo Barrow w stanie Georgia
- hrabstwo Barry w stanie Michigan
- hrabstwo Barry w stanie Missouri
- hrabstwo Bartholomew w stanie Indiana
- hrabstwo Barton w stanie Kansas
- hrabstwo Barton w stanie Missouri
- hrabstwo Bartow w stanie Georgia
- hrabstwo Bastrop w stanie Teksas
- hrabstwo Bates w stanie Missouri
- hrabstwo Bath w stanie Kentucky
- hrabstwo Bath w stanie Wirginia
- hrabstwo Baxter w stanie Arkansas
- hrabstwo Bay w stanie Floryda
- hrabstwo Bay w stanie Michigan
- hrabstwo Bayfield w stanie Wisconsin
- hrabstwo Baylor w stanie Teksas
- hrabstwo Beadle w stanie Dakota Południowa
- hrabstwo Bear Lake w stanie Idaho
- hrabstwo Beaufort w stanie Karolina Południowa
- hrabstwo Beaufort w stanie Karolina Północna
- parafia Beauregard w stanie Luizjana
- hrabstwo Beaver w stanie Oklahoma
- hrabstwo Beaver w stanie Pensylwania
- hrabstwo Beaver w stanie Utah
- hrabstwo Beaverhead w stanie Montana
- hrabstwo Becker w stanie Minnesota
- hrabstwo Beckham w stanie Oklahoma
- hrabstwo Bedford w stanie Pensylwania
- hrabstwo Bedford w stanie Tennessee
- hrabstwo Bedford w stanie Wirginia
- hrabstwo Bedford city w stanie Wirginia
- hrabstwo Bee w stanie Teksas
- hrabstwo Belknap w stanie New Hampshire
- hrabstwo Bell w stanie Kentucky
- hrabstwo Bell w stanie Teksas
- hrabstwo Belmont w stanie Ohio
- hrabstwo Beltrami w stanie Minnesota
- hrabstwo Ben Hill w stanie Georgia
- hrabstwo Benewah w stanie Idaho
- hrabstwo Bennett w stanie Dakota Południowa
- hrabstwo Bennington w stanie Vermont
- hrabstwo Benson w stanie Dakota Północna
- hrabstwo Bent w stanie Kolorado
- hrabstwo Benton w stanie Arkansas
- hrabstwo Benton w stanie Indiana
- hrabstwo Benton w stanie Iowa
- hrabstwo Benton w stanie Minnesota
- hrabstwo Benton w stanie Missisipi
- hrabstwo Benton w stanie Missouri
- hrabstwo Benton w stanie Oregon
- hrabstwo Benton w stanie Tennessee
- hrabstwo Benton w stanie Waszyngton
- hrabstwo Benzie w stanie Michigan
- hrabstwo Bergen w stanie New Jersey
- hrabstwo Berkeley w stanie Karolina Południowa
- hrabstwo Berkeley w stanie Wirginia Zachodnia
- hrabstwo Berks w stanie Pensylwania
- hrabstwo Berkshire w stanie Massachusetts
- hrabstwo Bernalillo w stanie Nowy Meksyk
- hrabstwo Berrien w stanie Georgia
- hrabstwo Berrien w stanie Michigan
- hrabstwo Bertie w stanie Karolina Północna
- okręg Bethel w stanie Alaska
- hrabstwo Bexar w stanie Teksas
- hrabstwo Bibb w stanie Alabama
- hrabstwo Bibb w stanie Georgia
- parafia Bienville w stanie Luizjana
- hrabstwo Big Horn w stanie Montana
- hrabstwo Big Horn w stanie Wyoming
- hrabstwo Big Stone w stanie Minnesota
- hrabstwo Billings w stanie Dakota Północna
- hrabstwo Bingham w stanie Idaho
- hrabstwo Black Hawk w stanie Iowa
- hrabstwo Blackford w stanie Indiana
- hrabstwo Bladen w stanie Karolina Północna
- hrabstwo Blaine w stanie Idaho
- hrabstwo Blaine w stanie Montana
- hrabstwo Blaine w stanie Nebraska
- hrabstwo Blaine w stanie Oklahoma
- hrabstwo Blair w stanie Pensylwania
- hrabstwo Blanco w stanie Teksas
- hrabstwo Bland w stanie Wirginia
- hrabstwo Bleckley w stanie Georgia
- hrabstwo Bledsoe w stanie Tennessee
- hrabstwo Blount w stanie Alabama
- hrabstwo Blount w stanie Tennessee
- hrabstwo Blue Earth w stanie Minnesota
- hrabstwo Boise w stanie Idaho
- hrabstwo Bolivar w stanie Missisipi
- hrabstwo Bollinger w stanie Missouri
- hrabstwo Bon Homme w stanie Dakota Południowa
- hrabstwo Bond w stanie Illinois
- hrabstwo Bonner w stanie Idaho
- hrabstwo Bonneville w stanie Idaho
- hrabstwo Boone w stanie Arkansas
- hrabstwo Boone w stanie Illinois
- hrabstwo Boone w stanie Indiana
- hrabstwo Boone w stanie Iowa
- hrabstwo Boone w stanie Kentucky
- hrabstwo Boone w stanie Missouri
- hrabstwo Boone w stanie Nebraska
- hrabstwo Boone w stanie Wirginia Zachodnia
- hrabstwo Borden w stanie Teksas
- hrabstwo Bosque w stanie Teksas
- parafia Bossier w stanie Luizjana
- hrabstwo Botetourt w stanie Wirginia
- hrabstwo Bottineau w stanie Dakota Północna
- hrabstwo Boulder w stanie Kolorado
- hrabstwo Boundary w stanie Idaho
- hrabstwo Bourbon w stanie Kansas
- hrabstwo Bourbon w stanie Kentucky
- hrabstwo Bowie w stanie Teksas
- hrabstwo Bowman w stanie Dakota Północna
- hrabstwo Box Butte w stanie Nebraska
- hrabstwo Box Elder w stanie Utah
- hrabstwo Boyd w stanie Kentucky
- hrabstwo Boyd w stanie Nebraska
- hrabstwo Boyle w stanie Kentucky
- hrabstwo Bracken w stanie Kentucky
- hrabstwo Bradford w stanie Floryda
- hrabstwo Bradford w stanie Pensylwania
- hrabstwo Bradley w stanie Arkansas
- hrabstwo Bradley w stanie Tennessee
- hrabstwo Branch w stanie Michigan
- hrabstwo Brantley w stanie Georgia
- hrabstwo Braxton w stanie Wirginia Zachodnia
- hrabstwo Brazoria w stanie Teksas
- hrabstwo Brazos w stanie Teksas
- hrabstwo Breathitt w stanie Kentucky
- hrabstwo Breckinridge w stanie Kentucky
- hrabstwo Bremer w stanie Iowa
- hrabstwo Brevard w stanie Floryda
- hrabstwo Brewster w stanie Teksas
- hrabstwo Briscoe w stanie Teksas
- hrabstwo Bristol w stanie Massachusetts
- hrabstwo Bristol w stanie Rhode Island
- okręg Bristol Bay w stanie Alaska
- hrabstwo Bristol city w stanie Wirginia
- hrabstwo Broadwater w stanie Montana
- hrabstwo Bronx w stanie Nowy Jork
- hrabstwo Brooke w stanie Wirginia Zachodnia
- hrabstwo Brookings w stanie Dakota Południowa
- hrabstwo Brooks w stanie Georgia
- hrabstwo Brooks w stanie Teksas
- hrabstwo Broome w stanie Nowy Jork
- hrabstwo Broward w stanie Floryda
- hrabstwo Brown w stanie Dakota Południowa
- hrabstwo Brown w stanie Illinois
- hrabstwo Brown w stanie Indiana
- hrabstwo Brown w stanie Kansas
- hrabstwo Brown w stanie Minnesota
- hrabstwo Brown w stanie Nebraska
- hrabstwo Brown w stanie Ohio
- hrabstwo Brown w stanie Teksas
- hrabstwo Brown w stanie Wisconsin
- hrabstwo Brule w stanie Dakota Południowa
- hrabstwo Brunswick w stanie Karolina Północna
- hrabstwo Brunswick w stanie Wirginia
- hrabstwo Bryan w stanie Georgia
- hrabstwo Bryan w stanie Oklahoma
- hrabstwo Buchanan w stanie Iowa
- hrabstwo Buchanan w stanie Missouri
- hrabstwo Buchanan w stanie Wirginia
- hrabstwo Buckingham w stanie Wirginia
- hrabstwo Bucks w stanie Pensylwania
- hrabstwo Buena Vista city w stanie Wirginia
- hrabstwo Buena Vista w stanie Iowa
- hrabstwo Buffalo w stanie Dakota Południowa
- hrabstwo Buffalo w stanie Nebraska
- hrabstwo Buffalo w stanie Wisconsin
- hrabstwo Bullitt w stanie Kentucky
- hrabstwo Bulloch w stanie Georgia
- hrabstwo Bullock w stanie Alabama
- hrabstwo Buncombe w stanie Karolina Północna
- hrabstwo Bureau w stanie Illinois
- hrabstwo Burke w stanie Dakota Północna
- hrabstwo Burke w stanie Georgia
- hrabstwo Burke w stanie Karolina Północna
- hrabstwo Burleigh w stanie Dakota Północna
- hrabstwo Burleson w stanie Teksas
- hrabstwo Burlington w stanie New Jersey
- hrabstwo Burnet w stanie Teksas
- hrabstwo Burnett w stanie Wisconsin
- hrabstwo Burt w stanie Nebraska
- hrabstwo Butler w stanie Alabama
- hrabstwo Butler w stanie Iowa
- hrabstwo Butler w stanie Kansas
- hrabstwo Butler w stanie Kentucky
- hrabstwo Butler w stanie Missouri
- hrabstwo Butler w stanie Nebraska
- hrabstwo Butler w stanie Ohio
- hrabstwo Butler w stanie Pensylwania
- hrabstwo Butte w stanie Dakota Południowa
- hrabstwo Butte w stanie Idaho
- hrabstwo Butte w stanie Kalifornia
- hrabstwo Butts w stanie Georgia

## C
- hrabstwo Cabarrus w stanie Karolina Północna
- hrabstwo Cabell w stanie Wirginia Zachodnia
- hrabstwo Cache w stanie Utah
- parafia Caddo w stanie Luizjana
- hrabstwo Caddo w stanie Oklahoma
- hrabstwo Calaveras w stanie Kalifornia
- parafia Calcasieu w stanie Luizjana
- hrabstwo Caldwell w stanie Karolina Północna
- hrabstwo Caldwell w stanie Kentucky
- hrabstwo Caldwell w stanie Missouri
- hrabstwo Caldwell w stanie Teksas
- parafia Caldwell w stanie Luizjana
- hrabstwo Caledonia w stanie Vermont
- hrabstwo Calhoun w stanie Alabama
- hrabstwo Calhoun w stanie Arkansas
- hrabstwo Calhoun w stanie Floryda
- hrabstwo Calhoun w stanie Georgia
- hrabstwo Calhoun w stanie Illinois
- hrabstwo Calhoun w stanie Iowa
- hrabstwo Calhoun w stanie Karolina Południowa
- hrabstwo Calhoun w stanie Michigan
- hrabstwo Calhoun w stanie Missisipi
- hrabstwo Calhoun w stanie Teksas
- hrabstwo Calhoun w stanie Wirginia Zachodnia
- hrabstwo Callahan w stanie Teksas
- hrabstwo Callaway w stanie Missouri
- hrabstwo Calloway w stanie Kentucky
- hrabstwo Calumet w stanie Wisconsin
- hrabstwo Calvert w stanie Maryland
- hrabstwo Camas w stanie Idaho
- hrabstwo Cambria w stanie Pensylwania
- hrabstwo Camden w stanie Georgia
- hrabstwo Camden w stanie Karolina Północna
- hrabstwo Camden w stanie Missouri
- hrabstwo Camden w stanie New Jersey
- hrabstwo Cameron w stanie Pensylwania
- hrabstwo Cameron w stanie Teksas
- parafia Cameron w stanie Luizjana
- hrabstwo Camp w stanie Teksas
- hrabstwo Campbell w stanie Dakota Południowa
- hrabstwo Campbell w stanie Kentucky
- hrabstwo Campbell w stanie Tennessee
- hrabstwo Campbell w stanie Wirginia
- hrabstwo Campbell w stanie Wyoming
- hrabstwo Canadian w stanie Oklahoma
- hrabstwo Candler w stanie Georgia
- hrabstwo Cannon w stanie Tennessee
- hrabstwo Canyon w stanie Idaho
- hrabstwo Cape Girardeau w stanie Missouri
- hrabstwo Cape May w stanie New Jersey
- hrabstwo Carbon w stanie Montana
- hrabstwo Carbon w stanie Pensylwania
- hrabstwo Carbon w stanie Utah
- hrabstwo Carbon w stanie Wyoming
- hrabstwo Caribou w stanie Idaho
- hrabstwo Carlisle w stanie Kentucky
- hrabstwo Carlton w stanie Minnesota
- hrabstwo Caroline w stanie Maryland
- hrabstwo Caroline w stanie Wirginia
- hrabstwo Carroll w stanie Arkansas
- hrabstwo Carroll w stanie Georgia
- hrabstwo Carroll w stanie Illinois
- hrabstwo Carroll w stanie Indiana
- hrabstwo Carroll w stanie Iowa
- hrabstwo Carroll w stanie Kentucky
- hrabstwo Carroll w stanie Maryland
- hrabstwo Carroll w stanie Missisipi
- hrabstwo Carroll w stanie Missouri
- hrabstwo Carroll w stanie New Hampshire
- hrabstwo Carroll w stanie Ohio
- hrabstwo Carroll w stanie Tennessee
- hrabstwo Carroll w stanie Wirginia
- hrabstwo Carson City w stanie Nevada
- hrabstwo Carson w stanie Teksas
- hrabstwo Carter w stanie Kentucky
- hrabstwo Carter w stanie Missouri
- hrabstwo Carter w stanie Montana
- hrabstwo Carter w stanie Oklahoma
- hrabstwo Carter w stanie Tennessee
- hrabstwo Carteret w stanie Karolina Północna
- hrabstwo Carver w stanie Minnesota
- hrabstwo Cascade w stanie Montana
- hrabstwo Casey w stanie Kentucky
- hrabstwo Cass w stanie Dakota Północna
- hrabstwo Cass w stanie Illinois
- hrabstwo Cass w stanie Indiana
- hrabstwo Cass w stanie Iowa
- hrabstwo Cass w stanie Michigan
- hrabstwo Cass w stanie Minnesota
- hrabstwo Cass w stanie Missouri
- hrabstwo Cass w stanie Nebraska
- hrabstwo Cass w stanie Teksas
- hrabstwo Cassia w stanie Idaho
- hrabstwo Castro w stanie Teksas
- hrabstwo Caswell w stanie Karolina Północna
- parafia Catahoula w stanie Luizjana
- hrabstwo Catawba w stanie Karolina Północna
- hrabstwo Catoosa w stanie Georgia
- hrabstwo Catron w stanie Nowy Meksyk
- hrabstwo Cattaraugus w stanie Nowy Jork
- hrabstwo Cavalier w stanie Dakota Północna
- hrabstwo Cayuga w stanie Nowy Jork
- hrabstwo Cecil w stanie Maryland
- hrabstwo Cedar w stanie Iowa
- hrabstwo Cedar w stanie Missouri
- hrabstwo Cedar w stanie Nebraska
- hrabstwo Centre w stanie Pensylwania
- hrabstwo Cerro Gordo w stanie Iowa
- hrabstwo Chaffee w stanie Kolorado
- hrabstwo Chambers w stanie Alabama
- hrabstwo Chambers w stanie Teksas
- hrabstwo Champaign w stanie Illinois
- hrabstwo Champaign w stanie Ohio
- hrabstwo Chariton w stanie Missouri
- hrabstwo Charles City w stanie Wirginia
- hrabstwo Charles Mix w stanie Dakota Południowa
- hrabstwo Charles w stanie Maryland
- hrabstwo Charleston w stanie Karolina Południowa
- hrabstwo Charlevoix w stanie Michigan
- hrabstwo Charlotte w stanie Floryda
- hrabstwo Charlotte w stanie Wirginia
- hrabstwo Charlottesville city w stanie Wirginia
- hrabstwo Charlton w stanie Georgia
- hrabstwo Chase w stanie Kansas
- hrabstwo Chase w stanie Nebraska
- hrabstwo Chatham w stanie Georgia
- hrabstwo Chatham w stanie Karolina Północna
- hrabstwo Chattahoochee w stanie Georgia
- hrabstwo Chattooga w stanie Georgia
- hrabstwo Chautauqua w stanie Kansas
- hrabstwo Chautauqua w stanie Nowy Jork
- hrabstwo Chaves w stanie Nowy Meksyk
- hrabstwo Cheatham w stanie Tennessee
- hrabstwo Cheboygan w stanie Michigan
- hrabstwo Chelan w stanie Waszyngton
- hrabstwo Chemung w stanie Nowy Jork
- hrabstwo Chenango w stanie Nowy Jork
- hrabstwo Cherokee w stanie Alabama
- hrabstwo Cherokee w stanie Georgia
- hrabstwo Cherokee w stanie Iowa
- hrabstwo Cherokee w stanie Kansas
- hrabstwo Cherokee w stanie Karolina Południowa
- hrabstwo Cherokee w stanie Karolina Północna
- hrabstwo Cherokee w stanie Oklahoma
- hrabstwo Cherokee w stanie Teksas
- hrabstwo Cherry w stanie Nebraska
- miasto Chesapeake w stanie Wirginia
- hrabstwo Cheshire w stanie New Hampshire
- hrabstwo Chester w stanie Karolina Południowa
- hrabstwo Chester w stanie Pensylwania
- hrabstwo Chester w stanie Tennessee
- hrabstwo Chesterfield w stanie Karolina Południowa
- hrabstwo Chesterfield w stanie Wirginia
- hrabstwo Cheyenne w stanie Kansas
- hrabstwo Cheyenne w stanie Kolorado
- hrabstwo Cheyenne w stanie Nebraska
- hrabstwo Chickasaw w stanie Iowa
- hrabstwo Chickasaw w stanie Missisipi
- hrabstwo Chicot w stanie Arkansas
- hrabstwo Childress w stanie Teksas
- hrabstwo Chilton w stanie Alabama
- hrabstwo Chippewa w stanie Michigan
- hrabstwo Chippewa w stanie Minnesota
- hrabstwo Chippewa w stanie Wisconsin
- hrabstwo Chisago w stanie Minnesota
- hrabstwo Chittenden w stanie Vermont
- hrabstwo Choctaw w stanie Alabama
- hrabstwo Choctaw w stanie Missisipi
- hrabstwo Choctaw w stanie Oklahoma
- hrabstwo Chouteau w stanie Montana
- hrabstwo Chowan w stanie Karolina Północna
- hrabstwo Christian w stanie Illinois
- hrabstwo Christian w stanie Kentucky
- hrabstwo Christian w stanie Missouri
- hrabstwo Churchill w stanie Nevada
- hrabstwo Cibola w stanie Nowy Meksyk
- hrabstwo Cimarron w stanie Oklahoma
- hrabstwo Citrus w stanie Floryda
- hrabstwo Clackamas w stanie Oregon
- hrabstwo Claiborne w stanie Missisipi
- hrabstwo Claiborne w stanie Tennessee
- parafia Claiborne w stanie Luizjana
- hrabstwo Clallam w stanie Waszyngton
- hrabstwo Clare w stanie Michigan
- hrabstwo Clarendon w stanie Karolina Południowa
- hrabstwo Clarion w stanie Pensylwania
- hrabstwo Clark w stanie Arkansas
- hrabstwo Clark w stanie Dakota Południowa
- hrabstwo Clark w stanie Idaho
- hrabstwo Clark w stanie Illinois
- hrabstwo Clark w stanie Indiana
- hrabstwo Clark w stanie Kansas
- hrabstwo Clark w stanie Kentucky
- hrabstwo Clark w stanie Missouri
- hrabstwo Clark w stanie Nevada
- hrabstwo Clark w stanie Ohio
- hrabstwo Clark w stanie Waszyngton
- hrabstwo Clark w stanie Wisconsin
- hrabstwo Clarke w stanie Alabama
- hrabstwo Clarke w stanie Georgia
- hrabstwo Clarke w stanie Iowa
- hrabstwo Clarke w stanie Missisipi
- hrabstwo Clarke w stanie Wirginia
- hrabstwo Clatsop w stanie Oregon
- hrabstwo Clay w stanie Alabama
- hrabstwo Clay w stanie Arkansas
- hrabstwo Clay w stanie Dakota Południowa
- hrabstwo Clay w stanie Floryda
- hrabstwo Clay w stanie Georgia
- hrabstwo Clay w stanie Illinois
- hrabstwo Clay w stanie Indiana
- hrabstwo Clay w stanie Iowa
- hrabstwo Clay w stanie Kansas
- hrabstwo Clay w stanie Karolina Północna
- hrabstwo Clay w stanie Kentucky
- hrabstwo Clay w stanie Minnesota
- hrabstwo Clay w stanie Missisipi
- hrabstwo Clay w stanie Missouri
- hrabstwo Clay w stanie Nebraska
- hrabstwo Clay w stanie Teksas
- hrabstwo Clay w stanie Tennessee
- hrabstwo Clay w stanie Wirginia Zachodnia
- hrabstwo Clayton w stanie Georgia
- hrabstwo Clayton w stanie Iowa
- hrabstwo Clear Creek w stanie Kolorado
- hrabstwo Clearfield w stanie Pensylwania
- hrabstwo Clearwater w stanie Idaho
- hrabstwo Clearwater w stanie Minnesota
- hrabstwo Cleburne w stanie Alabama
- hrabstwo Cleburne w stanie Arkansas
- hrabstwo Clermont w stanie Ohio
- hrabstwo Cleveland w stanie Arkansas
- hrabstwo Cleveland w stanie Karolina Północna
- hrabstwo Cleveland w stanie Oklahoma
- hrabstwo Clifton Forge city w stanie Wirginia
- hrabstwo Clinch w stanie Georgia
- hrabstwo Clinton w stanie Illinois
- hrabstwo Clinton w stanie Indiana
- hrabstwo Clinton w stanie Iowa
- hrabstwo Clinton w stanie Kentucky
- hrabstwo Clinton w stanie Michigan
- hrabstwo Clinton w stanie Missouri
- hrabstwo Clinton w stanie Nowy Jork
- hrabstwo Clinton w stanie Ohio
- hrabstwo Clinton w stanie Pensylwania
- hrabstwo Cloud w stanie Kansas
- hrabstwo Coahoma w stanie Missisipi
- hrabstwo Coal w stanie Oklahoma
- hrabstwo Cobb w stanie Georgia
- hrabstwo Cochise w stanie Arizona
- hrabstwo Cochran w stanie Teksas
- hrabstwo Cocke w stanie Tennessee
- hrabstwo Coconino w stanie Arizona
- hrabstwo Codington w stanie Dakota Południowa
- hrabstwo Coffee w stanie Alabama
- hrabstwo Coffee w stanie Georgia
- hrabstwo Coffee w stanie Tennessee
- hrabstwo Coffey w stanie Kansas
- hrabstwo Coke w stanie Teksas
- hrabstwo Colbert w stanie Alabama
- hrabstwo Cole w stanie Missouri
- hrabstwo Coleman w stanie Teksas
- hrabstwo Coles w stanie Illinois
- hrabstwo Colfax w stanie Nebraska
- hrabstwo Colfax w stanie Nowy Meksyk
- hrabstwo Colleton w stanie Karolina Południowa
- hrabstwo Collier w stanie Floryda
- hrabstwo Collin w stanie Teksas
- hrabstwo Collingsworth w stanie Teksas
- hrabstwo Colonial Heights city w stanie Wirginia
- hrabstwo Colorado w stanie Teksas
- hrabstwo Colquitt w stanie Georgia
- hrabstwo Columbia w stanie Arkansas
- hrabstwo Columbia w stanie Floryda
- hrabstwo Columbia w stanie Georgia
- hrabstwo Columbia w stanie Nowy Jork
- hrabstwo Columbia w stanie Oregon
- hrabstwo Columbia w stanie Pensylwania
- hrabstwo Columbia w stanie Waszyngton
- hrabstwo Columbia w stanie Wisconsin
- hrabstwo Columbiana w stanie Ohio
- hrabstwo Columbus w stanie Karolina Północna
- hrabstwo Colusa w stanie Kalifornia
- hrabstwo Comal w stanie Teksas
- hrabstwo Comanche w stanie Kansas
- hrabstwo Comanche w stanie Oklahoma
- hrabstwo Comanche w stanie Teksas
- hrabstwo Concho w stanie Teksas
- parafia Concordia w stanie Luizjana
- hrabstwo Conecuh w stanie Alabama
- hrabstwo Conejos w stanie Kolorado
- hrabstwo Contra Costa w stanie Kalifornia
- hrabstwo Converse w stanie Wyoming
- hrabstwo Conway w stanie Arkansas
- hrabstwo Cook w stanie Georgia
- hrabstwo Cook w stanie Illinois
- hrabstwo Cook w stanie Minnesota
- hrabstwo Cooke w stanie Teksas
- hrabstwo Cooper w stanie Missouri
- hrabstwo Coos w stanie Oregon
- hrabstwo Coos w stanie New Hampshire
- hrabstwo Coosa w stanie Alabama
- hrabstwo Copiah w stanie Missisipi
- hrabstwo Corson w stanie Dakota Południowa
- hrabstwo Cortland w stanie Nowy Jork
- hrabstwo Coryell w stanie Teksas
- hrabstwo Coshocton w stanie Ohio
- hrabstwo Costilla w stanie Kolorado
- hrabstwo Cottle w stanie Teksas
- hrabstwo Cotton w stanie Oklahoma
- hrabstwo Cottonwood w stanie Minnesota
- hrabstwo Covington w stanie Alabama
- hrabstwo Covington w stanie Missisipi
- hrabstwo Covington city w stanie Wirginia
- hrabstwo Coweta w stanie Georgia
- hrabstwo Cowley w stanie Kansas
- hrabstwo Cowlitz w stanie Waszyngton
- hrabstwo Craig w stanie Oklahoma
- hrabstwo Craig w stanie Wirginia
- hrabstwo Craighead w stanie Arkansas
- hrabstwo Crane w stanie Teksas
- hrabstwo Craven w stanie Karolina Północna
- hrabstwo Crawford w stanie Arkansas
- hrabstwo Crawford w stanie Georgia
- hrabstwo Crawford w stanie Illinois
- hrabstwo Crawford w stanie Indiana
- hrabstwo Crawford w stanie Iowa
- hrabstwo Crawford w stanie Kansas
- hrabstwo Crawford w stanie Michigan
- hrabstwo Crawford w stanie Missouri
- hrabstwo Crawford w stanie Ohio
- hrabstwo Crawford w stanie Pensylwania
- hrabstwo Crawford w stanie Wisconsin
- hrabstwo Creek w stanie Oklahoma
- hrabstwo Crenshaw w stanie Alabama
- hrabstwo Crisp w stanie Georgia
- hrabstwo Crittenden w stanie Arkansas
- hrabstwo Crittenden w stanie Kentucky
- hrabstwo Crockett w stanie Teksas
- hrabstwo Crockett w stanie Tennessee
- hrabstwo Crook w stanie Oregon
- hrabstwo Crook w stanie Wyoming
- hrabstwo Crosby w stanie Teksas
- hrabstwo Cross w stanie Arkansas
- hrabstwo Crow Wing w stanie Minnesota
- hrabstwo Crowley w stanie Kolorado
- hrabstwo Culberson w stanie Teksas
- hrabstwo Cullman w stanie Alabama
- hrabstwo Culpeper w stanie Wirginia
- hrabstwo Cumberland w stanie Illinois
- hrabstwo Cumberland w stanie Karolina Północna
- hrabstwo Cumberland w stanie Kentucky
- hrabstwo Cumberland w stanie Maine
- hrabstwo Cumberland w stanie New Jersey
- hrabstwo Cumberland w stanie Pensylwania
- hrabstwo Cumberland w stanie Tennessee
- hrabstwo Cumberland w stanie Wirginia
- hrabstwo Cuming w stanie Nebraska
- hrabstwo Currituck w stanie Karolina Północna
- hrabstwo Curry w stanie Nowy Meksyk
- hrabstwo Curry w stanie Oregon
- hrabstwo Custer w stanie Dakota Południowa
- hrabstwo Custer w stanie Idaho
- hrabstwo Custer w stanie Kolorado
- hrabstwo Custer w stanie Montana
- hrabstwo Custer w stanie Nebraska
- hrabstwo Custer w stanie Oklahoma
- hrabstwo Cuyahoga w stanie Ohio

## D
- hrabstwo Dade w stanie Georgia
- hrabstwo Dade w stanie Missouri
- hrabstwo Daggett w stanie Utah
- hrabstwo Dakota w stanie Minnesota
- hrabstwo Dakota w stanie Nebraska
- hrabstwo Dale w stanie Alabama
- hrabstwo Dallam w stanie Teksas
- hrabstwo Dallas w stanie Alabama
- hrabstwo Dallas w stanie Arkansas
- hrabstwo Dallas w stanie Iowa
- hrabstwo Dallas w stanie Missouri
- hrabstwo Dallas w stanie Teksas
- hrabstwo Dane w stanie Wisconsin
- hrabstwo Daniels w stanie Montana
- hrabstwo Danville city w stanie Wirginia
- hrabstwo Dare w stanie Karolina Północna
- hrabstwo Darke w stanie Ohio
- hrabstwo Darlington w stanie Karolina Południowa
- hrabstwo Dauphin w stanie Pensylwania
- hrabstwo Davidson w stanie Tennessee
- hrabstwo Davidson w stanie Karolina Północna
- hrabstwo Davie w stanie Karolina Północna
- hrabstwo Daviess w stanie Indiana
- hrabstwo Daviess w stanie Kentucky
- hrabstwo Daviess w stanie Missouri
- hrabstwo Davis w stanie Iowa
- hrabstwo Davis w stanie Utah
- hrabstwo Davison w stanie Dakota Południowa
- hrabstwo Dawes w stanie Nebraska
- hrabstwo Dawson w stanie Georgia
- hrabstwo Dawson w stanie Montana
- hrabstwo Dawson w stanie Nebraska
- hrabstwo Dawson w stanie Teksas
- hrabstwo Day w stanie Dakota Południowa
- hrabstwo De Baca w stanie Nowy Meksyk
- hrabstwo Deaf Smith w stanie Teksas
- hrabstwo Dearborn w stanie Indiana
- hrabstwo Decatur w stanie Georgia
- hrabstwo Decatur w stanie Indiana
- hrabstwo Decatur w stanie Iowa
- hrabstwo Decatur w stanie Kansas
- hrabstwo Decatur w stanie Tennessee
- hrabstwo Deer Lodge w stanie Montana
- hrabstwo Defiance w stanie Ohio
- hrabstwo DeKalb w stanie Alabama
- hrabstwo DeKalb w stanie Georgia
- hrabstwo DeKalb w stanie Illinois
- hrabstwo DeKalb w stanie Indiana
- hrabstwo DeKalb w stanie Missouri
- hrabstwo DeKalb w stanie Tennessee
- hrabstwo Del Norte w stanie Kalifornia
- hrabstwo Delaware w stanie Indiana
- hrabstwo Delaware w stanie Iowa
- hrabstwo Delaware w stanie Nowy Jork
- hrabstwo Delaware w stanie Ohio
- hrabstwo Delaware w stanie Oklahoma
- hrabstwo Delaware w stanie Pensylwania
- hrabstwo Delta w stanie Kolorado
- hrabstwo Delta w stanie Michigan
- hrabstwo Delta w stanie Teksas
- okręg Denali w stanie Alaska
- hrabstwo Dent w stanie Missouri
- hrabstwo Denton w stanie Teksas
- hrabstwo Denver w stanie Kolorado
- hrabstwo Des Moines w stanie Iowa
- hrabstwo Deschutes w stanie Oregon
- hrabstwo Desha w stanie Arkansas
- hrabstwo DeSoto w stanie Floryda
- hrabstwo DeSoto w stanie Missisipi
- parafia DeSoto w stanie Luizjana
- hrabstwo Deuel w stanie Dakota Południowa
- hrabstwo Deuel w stanie Nebraska
- hrabstwo Dewey w stanie Dakota Południowa
- hrabstwo Dewey w stanie Oklahoma
- hrabstwo DeWitt w stanie Illinois
- hrabstwo DeWitt w stanie Teksas
- hrabstwo Dickens w stanie Teksas
- hrabstwo Dickenson w stanie Wirginia
- hrabstwo Dickey w stanie Dakota Północna
- hrabstwo Dickinson w stanie Iowa
- hrabstwo Dickinson w stanie Kansas
- hrabstwo Dickinson w stanie Michigan
- hrabstwo Dickson w stanie Tennessee
- okręg Dillingham w stanie Alaska
- hrabstwo Dillon w stanie Karolina Południowa
- hrabstwo Dimmit w stanie Teksas
- hrabstwo Dinwiddie w stanie Wirginia
- hrabstwo Divide w stanie Dakota Północna
- hrabstwo Dixie w stanie Floryda
- hrabstwo Dixon w stanie Nebraska
- hrabstwo Doddridge w stanie Wirginia Zachodnia
- hrabstwo Dodge w stanie Georgia
- hrabstwo Dodge w stanie Minnesota
- hrabstwo Dodge w stanie Nebraska
- hrabstwo Dodge w stanie Wisconsin
- hrabstwo Dolores w stanie Kolorado
- hrabstwo Dona Ana w stanie Nowy Meksyk
- hrabstwo Doniphan w stanie Kansas
- hrabstwo Donley w stanie Teksas
- hrabstwo Dooly w stanie Georgia
- hrabstwo Door w stanie Wisconsin
- hrabstwo Dorchester w stanie Karolina Południowa
- hrabstwo Dorchester w stanie Maryland
- hrabstwo Dougherty w stanie Georgia
- hrabstwo Douglas w stanie Dakota Południowa
- hrabstwo Douglas w stanie Georgia
- hrabstwo Douglas w stanie Illinois
- hrabstwo Douglas w stanie Kansas
- hrabstwo Douglas w stanie Kolorado
- hrabstwo Douglas w stanie Minnesota
- hrabstwo Douglas w stanie Missouri
- hrabstwo Douglas w stanie Nebraska
- hrabstwo Douglas w stanie Nevada
- hrabstwo Douglas w stanie Oregon
- hrabstwo Douglas w stanie Waszyngton
- hrabstwo Douglas w stanie Wisconsin
- hrabstwo Drew w stanie Arkansas
- hrabstwo Dubois w stanie Indiana
- hrabstwo Dubuque w stanie Iowa
- hrabstwo Duchesne w stanie Utah
- hrabstwo Dukes w stanie Massachusetts
- hrabstwo Dundy w stanie Nebraska
- hrabstwo Dunklin w stanie Missouri
- hrabstwo Dunn w stanie Dakota Północna
- hrabstwo Dunn w stanie Wisconsin
- hrabstwo DuPage w stanie Illinois
- hrabstwo Duplin w stanie Karolina Północna
- hrabstwo Durham w stanie Karolina Północna
- hrabstwo Dutchess w stanie Nowy Jork
- hrabstwo Duval w stanie Floryda
- hrabstwo Duval w stanie Teksas
- hrabstwo Dyer w stanie Tennessee
- Dystrykt Kolumbii

## E
- hrabstwo Eagle w stanie Kolorado
- hrabstwo Early w stanie Georgia
- parafia East Baton Rouge w stanie Luizjana
- parafia East Carroll w stanie Luizjana
- parafia East Feliciana w stanie Luizjana
- hrabstwo Eastland w stanie Teksas
- hrabstwo Eaton w stanie Michigan
- hrabstwo Eau Claire w stanie Wisconsin
- hrabstwo Echols w stanie Georgia
- hrabstwo Ector w stanie Teksas
- hrabstwo Eddy w stanie Dakota Północna
- hrabstwo Eddy w stanie Nowy Meksyk
- hrabstwo Edgar w stanie Illinois
- hrabstwo Edgecombe w stanie Karolina Północna
- hrabstwo Edgefield w stanie Karolina Południowa
- hrabstwo Edmonson w stanie Kentucky
- hrabstwo Edmunds w stanie Dakota Południowa
- hrabstwo Edwards w stanie Illinois
- hrabstwo Edwards w stanie Kansas
- hrabstwo Edwards w stanie Teksas
- hrabstwo Effingham w stanie Georgia
- hrabstwo Effingham w stanie Illinois
- hrabstwo El Dorado w stanie Kalifornia
- hrabstwo El Paso w stanie Kolorado
- hrabstwo El Paso w stanie Teksas
- hrabstwo Elbert w stanie Georgia
- hrabstwo Elbert w stanie Kolorado
- hrabstwo Elk w stanie Kansas
- hrabstwo Elk w stanie Pensylwania
- hrabstwo Elkhart w stanie Indiana
- hrabstwo Elko w stanie Nevada
- hrabstwo Elliott w stanie Kentucky
- hrabstwo Ellis w stanie Kansas
- hrabstwo Ellis w stanie Oklahoma
- hrabstwo Ellis w stanie Teksas
- hrabstwo Ellsworth w stanie Kansas
- hrabstwo Elmore w stanie Alabama
- hrabstwo Elmore w stanie Idaho
- hrabstwo Emanuel w stanie Georgia
- hrabstwo Emery w stanie Utah
- hrabstwo Emmet w stanie Iowa
- hrabstwo Emmet w stanie Michigan
- hrabstwo Emmons w stanie Dakota Północna
- hrabstwo Emporia city w stanie Wirginia
- hrabstwo Erath w stanie Teksas
- hrabstwo Erie w stanie Nowy Jork
- hrabstwo Erie w stanie Ohio
- hrabstwo Erie w stanie Pensylwania
- hrabstwo Escambia w stanie Alabama
- hrabstwo Escambia w stanie Floryda
- hrabstwo Esmeralda w stanie Nevada
- hrabstwo Essex w stanie Massachusetts
- hrabstwo Essex w stanie New Jersey
- hrabstwo Essex w stanie Nowy Jork
- hrabstwo Essex w stanie Vermont
- hrabstwo Essex w stanie Wirginia
- hrabstwo Estill w stanie Kentucky
- hrabstwo Etowah w stanie Alabama
- hrabstwo Eureka w stanie Nevada
- parafia Evangeline w stanie Luizjana
- hrabstwo Evans w stanie Georgia

## F
- okręg Fairbanks North Star w stanie Alaska
- hrabstwo Fairfax city w stanie Wirginia
- hrabstwo Fairfax w stanie Wirginia
- hrabstwo Fairfield w stanie Connecticut
- hrabstwo Fairfield w stanie Karolina Południowa
- hrabstwo Fairfield w stanie Ohio
- hrabstwo Fall River w stanie Dakota Południowa
- hrabstwo Fallon w stanie Montana
- hrabstwo Falls Church city w stanie Wirginia
- hrabstwo Falls w stanie Teksas
- hrabstwo Fannin w stanie Georgia
- hrabstwo Fannin w stanie Teksas
- hrabstwo Faribault w stanie Minnesota
- hrabstwo Faulk w stanie Dakota Południowa
- hrabstwo Faulkner w stanie Arkansas
- hrabstwo Fauquier w stanie Wirginia
- hrabstwo Fayette w stanie Alabama
- hrabstwo Fayette w stanie Georgia
- hrabstwo Fayette w stanie Illinois
- hrabstwo Fayette w stanie Indiana
- hrabstwo Fayette w stanie Iowa
- hrabstwo Fayette w stanie Kentucky
- hrabstwo Fayette w stanie Ohio
- hrabstwo Fayette w stanie Pensylwania
- hrabstwo Fayette w stanie Teksas
- hrabstwo Fayette w stanie Tennessee
- hrabstwo Fayette w stanie Wirginia Zachodnia
- hrabstwo Fentress w stanie Tennessee
- hrabstwo Fergus w stanie Montana
- hrabstwo Ferry w stanie Waszyngton
- hrabstwo Fillmore w stanie Minnesota
- hrabstwo Fillmore w stanie Nebraska
- hrabstwo Finney w stanie Kansas
- hrabstwo Fisher w stanie Teksas
- hrabstwo Flagler w stanie Floryda
- hrabstwo Flathead w stanie Montana
- hrabstwo Fleming w stanie Kentucky
- hrabstwo Florence w stanie Karolina Południowa
- hrabstwo Florence w stanie Wisconsin
- hrabstwo Floyd w stanie Georgia
- hrabstwo Floyd w stanie Indiana
- hrabstwo Floyd w stanie Iowa
- hrabstwo Floyd w stanie Kentucky
- hrabstwo Floyd w stanie Teksas
- hrabstwo Floyd w stanie Wirginia
- hrabstwo Fluvanna w stanie Wirginia
- hrabstwo Foard w stanie Teksas
- hrabstwo Fond du Lac w stanie Wisconsin
- hrabstwo Ford w stanie Illinois
- hrabstwo Ford w stanie Kansas
- hrabstwo Forest w stanie Pensylwania
- hrabstwo Forest w stanie Wisconsin
- hrabstwo Forrest w stanie Missisipi
- hrabstwo Forsyth w stanie Georgia
- hrabstwo Forsyth w stanie Karolina Północna
- hrabstwo Fort Bend w stanie Teksas
- hrabstwo Foster w stanie Dakota Północna
- hrabstwo Fountain w stanie Indiana
- hrabstwo Franklin w stanie Alabama
- hrabstwo Franklin w stanie Arkansas
- hrabstwo Franklin w stanie Floryda
- hrabstwo Franklin w stanie Georgia
- hrabstwo Franklin w stanie Idaho
- hrabstwo Franklin w stanie Illinois
- hrabstwo Franklin w stanie Indiana
- hrabstwo Franklin w stanie Iowa
- hrabstwo Franklin w stanie Kansas
- hrabstwo Franklin w stanie Karolina Północna
- hrabstwo Franklin w stanie Kentucky
- hrabstwo Franklin w stanie Maine
- hrabstwo Franklin w stanie Massachusetts
- hrabstwo Franklin w stanie Missisipi
- hrabstwo Franklin w stanie Missouri
- hrabstwo Franklin w stanie Nebraska
- hrabstwo Franklin w stanie Nowy Jork
- hrabstwo Franklin w stanie Ohio
- hrabstwo Franklin w stanie Pensylwania
- hrabstwo Franklin w stanie Teksas
- hrabstwo Franklin w stanie Tennessee
- hrabstwo Franklin w stanie Vermont
- hrabstwo Franklin w stanie Waszyngton
- hrabstwo Franklin w stanie Wirginia
- hrabstwo Franklin city w stanie Wirginia
- parafia Franklin w stanie Luizjana
- hrabstwo Frederick w stanie Maryland
- hrabstwo Frederick w stanie Wirginia
- hrabstwo Fredericksburg city w stanie Wirginia
- hrabstwo Freeborn w stanie Minnesota
- hrabstwo Freestone w stanie Teksas
- hrabstwo Fremont w stanie Idaho
- hrabstwo Fremont w stanie Iowa
- hrabstwo Fremont w stanie Kolorado
- hrabstwo Fremont w stanie Wyoming
- hrabstwo Fresno w stanie Kalifornia
- hrabstwo Frio w stanie Teksas
- hrabstwo Frontier w stanie Nebraska
- hrabstwo Fulton w stanie Arkansas
- hrabstwo Fulton w stanie Georgia
- hrabstwo Fulton w stanie Illinois
- hrabstwo Fulton w stanie Indiana
- hrabstwo Fulton w stanie Kentucky
- hrabstwo Fulton w stanie Nowy Jork
- hrabstwo Fulton w stanie Ohio
- hrabstwo Fulton w stanie Pensylwania
- hrabstwo Furnas w stanie Nebraska

## G
- hrabstwo Gadsden w stanie Floryda
- hrabstwo Gage w stanie Nebraska
- hrabstwo Gaines w stanie Teksas
- hrabstwo Galax city w stanie Wirginia
- hrabstwo Gallatin w stanie Illinois
- hrabstwo Gallatin w stanie Kentucky
- hrabstwo Gallatin w stanie Montana
- hrabstwo Gallia w stanie Ohio
- hrabstwo Galveston w stanie Teksas
- hrabstwo Garden w stanie Nebraska
- hrabstwo Garfield w stanie Kolorado
- hrabstwo Garfield w stanie Montana
- hrabstwo Garfield w stanie Nebraska
- hrabstwo Garfield w stanie Oklahoma
- hrabstwo Garfield w stanie Utah
- hrabstwo Garfield w stanie Waszyngton
- hrabstwo Garland w stanie Arkansas
- hrabstwo Garrard w stanie Kentucky
- hrabstwo Garrett w stanie Maryland
- hrabstwo Garvin w stanie Oklahoma
- hrabstwo Garza w stanie Teksas
- hrabstwo Gasconade w stanie Missouri
- hrabstwo Gaston w stanie Karolina Północna
- hrabstwo Gates w stanie Karolina Północna
- hrabstwo Geary w stanie Kansas
- hrabstwo Geauga w stanie Ohio
- hrabstwo Gem w stanie Idaho
- hrabstwo Genesee w stanie Michigan
- hrabstwo Genesee w stanie Nowy Jork
- hrabstwo Geneva w stanie Alabama
- hrabstwo Gentry w stanie Missouri
- hrabstwo George w stanie Missisipi
- hrabstwo Georgetown w stanie Karolina Południowa
- hrabstwo Gibson w stanie Indiana
- hrabstwo Gibson w stanie Tennessee
- hrabstwo Gila w stanie Arizona
- hrabstwo Gilchrist w stanie Floryda
- hrabstwo Giles w stanie Tennessee
- hrabstwo Giles w stanie Wirginia
- hrabstwo Gillespie w stanie Teksas
- hrabstwo Gilliam w stanie Oregon
- hrabstwo Gilmer w stanie Georgia
- hrabstwo Gilmer w stanie Wirginia Zachodnia
- hrabstwo Gilpin w stanie Kolorado
- hrabstwo Glacier w stanie Montana
- hrabstwo Glades w stanie Floryda
- hrabstwo Gladwin w stanie Michigan
- hrabstwo Glascock w stanie Georgia
- hrabstwo Glasscock w stanie Teksas
- hrabstwo Glenn w stanie Kalifornia
- hrabstwo Gloucester w stanie New Jersey
- hrabstwo Gloucester w stanie Wirginia
- hrabstwo Glynn w stanie Georgia
- hrabstwo Gogebic w stanie Michigan
- hrabstwo Golden Valley w stanie Dakota Północna
- hrabstwo Golden Valley w stanie Montana
- hrabstwo Goliad w stanie Teksas
- hrabstwo Gonzales w stanie Teksas
- hrabstwo Goochland w stanie Wirginia
- hrabstwo Goodhue w stanie Minnesota
- hrabstwo Gooding w stanie Idaho
- hrabstwo Gordon w stanie Georgia
- hrabstwo Goshen w stanie Wyoming
- hrabstwo Gosper w stanie Nebraska
- hrabstwo Gove w stanie Kansas
- hrabstwo Grady w stanie Georgia
- hrabstwo Grady w stanie Oklahoma
- hrabstwo Grafton w stanie New Hampshire
- hrabstwo Graham w stanie Arizona
- hrabstwo Graham w stanie Kansas
- hrabstwo Graham w stanie Karolina Północna
- hrabstwo Grainger w stanie Tennessee
- hrabstwo Grand w stanie Kolorado
- hrabstwo Grand w stanie Utah
- hrabstwo Grand Forks w stanie Dakota Północna
- hrabstwo Grand Isle w stanie Vermont
- hrabstwo Grand Traverse w stanie Michigan
- hrabstwo Granite w stanie Montana
- hrabstwo Grant w stanie Arkansas
- hrabstwo Grant w stanie Dakota Południowa
- hrabstwo Grant w stanie Dakota Północna
- hrabstwo Grant w stanie Indiana
- hrabstwo Grant w stanie Kansas
- hrabstwo Grant w stanie Kentucky
- hrabstwo Grant w stanie Minnesota
- hrabstwo Grant w stanie Nebraska
- hrabstwo Grant w stanie Nowy Meksyk
- hrabstwo Grant w stanie Oklahoma
- hrabstwo Grant w stanie Oregon
- hrabstwo Grant w stanie Waszyngton
- hrabstwo Grant w stanie Wirginia Zachodnia
- hrabstwo Grant w stanie Wisconsin
- parafia Grant w stanie Luizjana
- hrabstwo Granville w stanie Karolina Północna
- hrabstwo Gratiot w stanie Michigan
- hrabstwo Graves w stanie Kentucky
- hrabstwo Gray w stanie Kansas
- hrabstwo Gray w stanie Teksas
- hrabstwo Grays Harbor w stanie Waszyngton
- hrabstwo Grayson w stanie Kentucky
- hrabstwo Grayson w stanie Teksas
- hrabstwo Grayson w stanie Wirginia
- hrabstwo Greeley w stanie Kansas
- hrabstwo Greeley w stanie Nebraska
- hrabstwo Green w stanie Kentucky
- hrabstwo Green w stanie Wisconsin
- hrabstwo Green Lake w stanie Wisconsin
- hrabstwo Greenbrier w stanie Wirginia Zachodnia
- hrabstwo Greene w stanie Alabama
- hrabstwo Greene w stanie Arkansas
- hrabstwo Greene w stanie Georgia
- hrabstwo Greene w stanie Illinois
- hrabstwo Greene w stanie Indiana
- hrabstwo Greene w stanie Iowa
- hrabstwo Greene w stanie Karolina Północna
- hrabstwo Greene w stanie Missisipi
- hrabstwo Greene w stanie Missouri
- hrabstwo Greene w stanie Nowy Jork
- hrabstwo Greene w stanie Ohio
- hrabstwo Greene w stanie Pensylwania
- hrabstwo Greene w stanie Tennessee
- hrabstwo Greene w stanie Wirginia
- hrabstwo Greenlee w stanie Arizona
- hrabstwo Greensville w stanie Wirginia
- hrabstwo Greenup w stanie Kentucky
- hrabstwo Greenville w stanie Karolina Południowa
- hrabstwo Greenwood w stanie Kansas
- hrabstwo Greenwood w stanie Karolina Południowa
- hrabstwo Greer w stanie Oklahoma
- hrabstwo Gregg w stanie Teksas
- hrabstwo Gregory w stanie Dakota Południowa
- hrabstwo Grenada w stanie Missisipi
- hrabstwo Griggs w stanie Dakota Północna
- hrabstwo Grimes w stanie Teksas
- hrabstwo Grundy w stanie Illinois
- hrabstwo Grundy w stanie Iowa
- hrabstwo Grundy w stanie Missouri
- hrabstwo Grundy w stanie Tennessee
- hrabstwo Guadalupe w stanie Nowy Meksyk
- hrabstwo Guadalupe w stanie Teksas
- hrabstwo Guernsey w stanie Ohio
- hrabstwo Guilford w stanie Karolina Północna
- hrabstwo Gulf w stanie Floryda
- hrabstwo Gunnison w stanie Kolorado
- hrabstwo Guthrie w stanie Iowa
- hrabstwo Gwinnett w stanie Georgia

## H
- hrabstwo Haakon w stanie Dakota Południowa
- hrabstwo Habersham w stanie Georgia
- okręg Haines w stanie Alaska
- hrabstwo Hale w stanie Alabama
- hrabstwo Hale w stanie Teksas
- hrabstwo Halifax w stanie Karolina Północna
- hrabstwo Halifax w stanie Wirginia
- hrabstwo Hall w stanie Georgia
- hrabstwo Hall w stanie Nebraska
- hrabstwo Hall w stanie Teksas
- hrabstwo Hamblen w stanie Tennessee
- hrabstwo Hamilton w stanie Floryda
- hrabstwo Hamilton w stanie Illinois
- hrabstwo Hamilton w stanie Indiana
- hrabstwo Hamilton w stanie Iowa
- hrabstwo Hamilton w stanie Kansas
- hrabstwo Hamilton w stanie Nebraska
- hrabstwo Hamilton w stanie Nowy Jork
- hrabstwo Hamilton w stanie Ohio
- hrabstwo Hamilton w stanie Teksas
- hrabstwo Hamilton w stanie Tennessee
- hrabstwo Hamlin w stanie Dakota Południowa
- hrabstwo Hampden w stanie Massachusetts
- hrabstwo Hampshire w stanie Massachusetts
- hrabstwo Hampshire w stanie Wirginia Zachodnia
- hrabstwo Hampton w stanie Karolina Południowa
- miasto Hampton w stanie Wirginia
- hrabstwo Hancock w stanie Georgia
- hrabstwo Hancock w stanie Illinois
- hrabstwo Hancock w stanie Indiana
- hrabstwo Hancock w stanie Iowa
- hrabstwo Hancock w stanie Kentucky
- hrabstwo Hancock w stanie Maine
- hrabstwo Hancock w stanie Missisipi
- hrabstwo Hancock w stanie Ohio
- hrabstwo Hancock w stanie Tennessee
- hrabstwo Hancock w stanie Wirginia Zachodnia
- hrabstwo Hand w stanie Dakota Południowa
- hrabstwo Hanover w stanie Wirginia
- hrabstwo Hansford w stanie Teksas
- hrabstwo Hanson w stanie Dakota Południowa
- hrabstwo Haralson w stanie Georgia
- hrabstwo Hardee w stanie Floryda
- hrabstwo Hardeman w stanie Teksas
- hrabstwo Hardeman w stanie Tennessee
- hrabstwo Hardin w stanie Illinois
- hrabstwo Hardin w stanie Iowa
- hrabstwo Hardin w stanie Kentucky
- hrabstwo Hardin w stanie Ohio
- hrabstwo Hardin w stanie Teksas
- hrabstwo Hardin w stanie Tennessee
- hrabstwo Harding w stanie Dakota Południowa
- hrabstwo Harding w stanie Nowy Meksyk
- hrabstwo Hardy w stanie Wirginia Zachodnia
- hrabstwo Harford w stanie Maryland
- hrabstwo Harlan w stanie Kentucky
- hrabstwo Harlan w stanie Nebraska
- hrabstwo Harmon w stanie Oklahoma
- hrabstwo Harnett w stanie Karolina Północna
- hrabstwo Harney w stanie Oregon
- hrabstwo Harper w stanie Kansas
- hrabstwo Harper w stanie Oklahoma
- hrabstwo Harris w stanie Georgia
- hrabstwo Harris w stanie Teksas
- hrabstwo Harrison w stanie Indiana
- hrabstwo Harrison w stanie Iowa
- hrabstwo Harrison w stanie Kentucky
- hrabstwo Harrison w stanie Missisipi
- hrabstwo Harrison w stanie Missouri
- hrabstwo Harrison w stanie Ohio
- hrabstwo Harrison w stanie Teksas
- hrabstwo Harrison w stanie Wirginia Zachodnia
- hrabstwo Harrisonburg city w stanie Wirginia
- hrabstwo Hart w stanie Georgia
- hrabstwo Hart w stanie Kentucky
- hrabstwo Hartford w stanie Connecticut
- hrabstwo Hartley w stanie Teksas
- hrabstwo Harvey w stanie Kansas
- hrabstwo Haskell w stanie Kansas
- hrabstwo Haskell w stanie Oklahoma
- hrabstwo Haskell w stanie Teksas
- hrabstwo Hawaiʻi w stanie Hawaje
- hrabstwo Hawkins w stanie Tennessee
- hrabstwo Hayes w stanie Nebraska
- hrabstwo Hays w stanie Teksas
- hrabstwo Haywood w stanie Karolina Północna
- hrabstwo Haywood w stanie Tennessee
- hrabstwo Heard w stanie Georgia
- hrabstwo Hemphill w stanie Teksas
- hrabstwo Hempstead w stanie Arkansas
- hrabstwo Henderson w stanie Illinois
- hrabstwo Henderson w stanie Karolina Północna
- hrabstwo Henderson w stanie Kentucky
- hrabstwo Henderson w stanie Teksas
- hrabstwo Henderson w stanie Tennessee
- hrabstwo Hendricks w stanie Indiana
- hrabstwo Hendry w stanie Floryda
- hrabstwo Hennepin w stanie Minnesota
- hrabstwo Henrico w stanie Wirginia
- hrabstwo Henry w stanie Alabama
- hrabstwo Henry w stanie Georgia
- hrabstwo Henry w stanie Illinois
- hrabstwo Henry w stanie Indiana
- hrabstwo Henry w stanie Iowa
- hrabstwo Henry w stanie Kentucky
- hrabstwo Henry w stanie Missouri
- hrabstwo Henry w stanie Ohio
- hrabstwo Henry w stanie Tennessee
- hrabstwo Henry w stanie Wirginia
- hrabstwo Herkimer w stanie Nowy Jork
- hrabstwo Hernando w stanie Floryda
- hrabstwo Hertford w stanie Karolina Północna
- hrabstwo Hettinger w stanie Dakota Północna
- hrabstwo Hickman w stanie Kentucky
- hrabstwo Hickman w stanie Tennessee
- hrabstwo Hickory w stanie Missouri
- hrabstwo Hidalgo w stanie Nowy Meksyk
- hrabstwo Hidalgo w stanie Teksas
- hrabstwo Highland w stanie Ohio
- hrabstwo Highland w stanie Wirginia
- hrabstwo Highlands w stanie Floryda
- hrabstwo Hill w stanie Montana
- hrabstwo Hill w stanie Teksas
- hrabstwo Hillsborough w stanie Floryda
- hrabstwo Hillsborough w stanie New Hampshire
- hrabstwo Hillsdale w stanie Michigan
- hrabstwo Hinds w stanie Missisipi
- hrabstwo Hinsdale w stanie Kolorado
- hrabstwo Hitchcock w stanie Nebraska
- hrabstwo Hocking w stanie Ohio
- hrabstwo Hockley w stanie Teksas
- hrabstwo Hodgeman w stanie Kansas
- hrabstwo Hoke w stanie Karolina Północna
- hrabstwo Holmes w stanie Floryda
- hrabstwo Holmes w stanie Missisipi
- hrabstwo Holmes w stanie Ohio
- hrabstwo Holt w stanie Missouri
- hrabstwo Holt w stanie Nebraska
- hrabstwo Honolulu w stanie Hawaje
- hrabstwo Hood River w stanie Oregon
- hrabstwo Hood w stanie Teksas
- hrabstwo Hooker w stanie Nebraska
- hrabstwo Hopewell city w stanie Wirginia
- hrabstwo Hopkins w stanie Kentucky
- hrabstwo Hopkins w stanie Teksas
- hrabstwo Horry w stanie Karolina Południowa
- hrabstwo Hot Spring w stanie Arkansas
- hrabstwo Hot Springs w stanie Wyoming
- hrabstwo Houghton w stanie Michigan
- hrabstwo Houston w stanie Alabama
- hrabstwo Houston w stanie Georgia
- hrabstwo Houston w stanie Minnesota
- hrabstwo Houston w stanie Teksas
- hrabstwo Houston w stanie Tennessee
- hrabstwo Howard w stanie Arkansas
- hrabstwo Howard w stanie Indiana
- hrabstwo Howard w stanie Iowa
- hrabstwo Howard w stanie Maryland
- hrabstwo Howard w stanie Missouri
- hrabstwo Howard w stanie Nebraska
- hrabstwo Howard w stanie Teksas
- hrabstwo Howell w stanie Missouri
- hrabstwo Hubbard w stanie Minnesota
- hrabstwo Hudson w stanie New Jersey
- hrabstwo Hudspeth w stanie Teksas
- hrabstwo Huerfano w stanie Kolorado
- hrabstwo Hughes w stanie Dakota Południowa
- hrabstwo Hughes w stanie Oklahoma
- hrabstwo Humboldt w stanie Iowa
- hrabstwo Humboldt w stanie Kalifornia
- hrabstwo Humboldt w stanie Nevada
- hrabstwo Humphreys w stanie Missisipi
- hrabstwo Humphreys w stanie Tennessee
- hrabstwo Hunt w stanie Teksas
- hrabstwo Hunterdon w stanie New Jersey
- hrabstwo Huntingdon w stanie Pensylwania
- hrabstwo Huntington w stanie Indiana
- hrabstwo Huron w stanie Michigan
- hrabstwo Huron w stanie Ohio
- hrabstwo Hutchinson w stanie Dakota Południowa
- hrabstwo Hutchinson w stanie Teksas
- hrabstwo Hyde w stanie Dakota Południowa
- hrabstwo Hyde w stanie Karolina Północna

## I
- parafia Iberia w stanie Luizjana
- parafia Iberville w stanie Luizjana
- hrabstwo Ida w stanie Iowa
- hrabstwo Idaho w stanie Idaho
- hrabstwo Imperial w stanie Kalifornia
- hrabstwo Independence w stanie Arkansas
- hrabstwo Indian River w stanie Floryda
- hrabstwo Indiana w stanie Pensylwania
- hrabstwo Ingham w stanie Michigan
- hrabstwo Inyo w stanie Kalifornia
- hrabstwo Ionia w stanie Michigan
- hrabstwo Iosco w stanie Michigan
- hrabstwo Iowa w stanie Iowa
- hrabstwo Iowa w stanie Wisconsin
- hrabstwo Iredell w stanie Karolina Północna
- hrabstwo Irion w stanie Teksas
- hrabstwo Iron w stanie Michigan
- hrabstwo Iron w stanie Missouri
- hrabstwo Iron w stanie Utah
- hrabstwo Iron w stanie Wisconsin
- hrabstwo Iroquois w stanie Illinois
- hrabstwo Irwin w stanie Georgia
- hrabstwo Isabella w stanie Michigan
- hrabstwo Isanti w stanie Minnesota
- hrabstwo Island w stanie Waszyngton
- hrabstwo Isle of Wight w stanie Wirginia
- hrabstwo Issaquena w stanie Missisipi
- hrabstwo Itasca w stanie Minnesota
- hrabstwo Itawamba w stanie Missisipi
- hrabstwo Izard w stanie Arkansas

## J
- hrabstwo Jack w stanie Teksas
- hrabstwo Jackson w stanie Alabama
- hrabstwo Jackson w stanie Arkansas
- hrabstwo Jackson w stanie Dakota Południowa
- hrabstwo Jackson w stanie Floryda
- hrabstwo Jackson w stanie Georgia
- hrabstwo Jackson w stanie Illinois
- hrabstwo Jackson w stanie Indiana
- hrabstwo Jackson w stanie Iowa
- hrabstwo Jackson w stanie Kansas
- hrabstwo Jackson w stanie Karolina Północna
- hrabstwo Jackson w stanie Kentucky
- hrabstwo Jackson w stanie Kolorado
- hrabstwo Jackson w stanie Michigan
- hrabstwo Jackson w stanie Minnesota
- hrabstwo Jackson w stanie Missisipi
- hrabstwo Jackson w stanie Missouri
- hrabstwo Jackson w stanie Ohio
- hrabstwo Jackson w stanie Oklahoma
- hrabstwo Jackson w stanie Oregon
- hrabstwo Jackson w stanie Teksas
- hrabstwo Jackson w stanie Tennessee
- hrabstwo Jackson w stanie Wirginia Zachodnia
- hrabstwo Jackson w stanie Wisconsin
- parafia Jackson w stanie Luizjana
- hrabstwo James City w stanie Wirginia
- hrabstwo Jasper w stanie Georgia
- hrabstwo Jasper w stanie Illinois
- hrabstwo Jasper w stanie Indiana
- hrabstwo Jasper w stanie Iowa
- hrabstwo Jasper w stanie Karolina Południowa
- hrabstwo Jasper w stanie Missisipi
- hrabstwo Jasper w stanie Missouri
- hrabstwo Jasper w stanie Teksas
- hrabstwo Jay w stanie Indiana
- hrabstwo Jeff Davis w stanie Georgia
- hrabstwo Jeff Davis w stanie Teksas
- hrabstwo Jefferson w stanie Alabama
- hrabstwo Jefferson w stanie Arkansas
- hrabstwo Jefferson w stanie Floryda
- hrabstwo Jefferson w stanie Georgia
- hrabstwo Jefferson w stanie Idaho
- hrabstwo Jefferson w stanie Illinois
- hrabstwo Jefferson w stanie Indiana
- hrabstwo Jefferson w stanie Iowa
- hrabstwo Jefferson w stanie Kansas
- hrabstwo Jefferson w stanie Kentucky
- hrabstwo Jefferson w stanie Kolorado
- hrabstwo Jefferson w stanie Missisipi
- hrabstwo Jefferson w stanie Missouri
- hrabstwo Jefferson w stanie Montana
- hrabstwo Jefferson w stanie Nebraska
- hrabstwo Jefferson w stanie Nowy Jork
- hrabstwo Jefferson w stanie Ohio
- hrabstwo Jefferson w stanie Oklahoma
- hrabstwo Jefferson w stanie Oregon
- hrabstwo Jefferson w stanie Pensylwania
- hrabstwo Jefferson w stanie Teksas
- hrabstwo Jefferson w stanie Tennessee
- hrabstwo Jefferson w stanie Waszyngton
- hrabstwo Jefferson w stanie Wirginia Zachodnia
- hrabstwo Jefferson w stanie Wisconsin
- parafia Jefferson w stanie Luizjana
- hrabstwo Jefferson Davis w stanie Missisipi
- parafia Jefferson Davis w stanie Luizjana
- parafia La Salle w stanie Luizjana
- hrabstwo Jenkins w stanie Georgia
- hrabstwo Jennings w stanie Indiana
- hrabstwo Jerauld w stanie Dakota Południowa
- hrabstwo Jerome w stanie Idaho
- hrabstwo Jersey w stanie Illinois
- hrabstwo Jessamine w stanie Kentucky
- hrabstwo Jewell w stanie Kansas
- hrabstwo Jim Hogg w stanie Teksas
- hrabstwo Jim Wells w stanie Teksas
- hrabstwo Jo Daviess w stanie Illinois
- hrabstwo Johnson w stanie Arkansas
- hrabstwo Johnson w stanie Georgia
- hrabstwo Johnson w stanie Illinois
- hrabstwo Johnson w stanie Indiana
- hrabstwo Johnson w stanie Iowa
- hrabstwo Johnson w stanie Kansas
- hrabstwo Johnson w stanie Kentucky
- hrabstwo Johnson w stanie Missouri
- hrabstwo Johnson w stanie Nebraska
- hrabstwo Johnson w stanie Teksas
- hrabstwo Johnson w stanie Tennessee
- hrabstwo Johnson w stanie Wyoming
- hrabstwo Johnston w stanie Karolina Północna
- hrabstwo Johnston w stanie Oklahoma
- hrabstwo Jones w stanie Dakota Południowa
- hrabstwo Jones w stanie Georgia
- hrabstwo Jones w stanie Iowa
- hrabstwo Jones w stanie Karolina Północna
- hrabstwo Jones w stanie Missisipi
- hrabstwo Jones w stanie Teksas
- hrabstwo Josephine w stanie Oregon
- hrabstwo Juab w stanie Utah
- hrabstwo Judith Basin w stanie Montana
- okręg Juneau w stanie Alaska
- hrabstwo Juneau w stanie Wisconsin
- hrabstwo Juniata w stanie Pensylwania

## K
- hrabstwo Kalamazoo w stanie Michigan
- hrabstwo Kalawao w stanie Hawaje
- hrabstwo Kalkaska w stanie Michigan
- hrabstwo Kanabec w stanie Minnesota
- hrabstwo Kanawha w stanie Wirginia Zachodnia
- hrabstwo Kandiyohi w stanie Minnesota
- hrabstwo Kane w stanie Illinois
- hrabstwo Kane w stanie Utah
- hrabstwo Kankakee w stanie Illinois
- hrabstwo Karnes w stanie Teksas
- hrabstwo Kauaʻi w stanie Hawaje
- hrabstwo Kaufman w stanie Teksas
- hrabstwo Kay w stanie Oklahoma
- hrabstwo Kearney w stanie Nebraska
- hrabstwo Kearny w stanie Kansas
- hrabstwo Keith w stanie Nebraska
- hrabstwo Kemper w stanie Missisipi
- okręg Kenai Peninsula w stanie Alaska
- hrabstwo Kendall w stanie Illinois
- hrabstwo Kendall w stanie Teksas
- hrabstwo Kenedy w stanie Teksas
- hrabstwo Kennebec w stanie Maine
- hrabstwo Kenosha w stanie Wisconsin
- hrabstwo Kent w stanie Delaware
- hrabstwo Kent w stanie Maryland
- hrabstwo Kent w stanie Michigan
- hrabstwo Kent w stanie Rhode Island
- hrabstwo Kent w stanie Teksas
- hrabstwo Kenton w stanie Kentucky
- hrabstwo Keokuk w stanie Iowa
- hrabstwo Kern w stanie Kalifornia
- hrabstwo Kerr w stanie Teksas
- hrabstwo Kershaw w stanie Karolina Południowa
- okręg Ketchikan Gateway w stanie Alaska
- hrabstwo Kewaunee w stanie Wisconsin
- hrabstwo Keweenaw w stanie Michigan
- hrabstwo Keya Paha w stanie Nebraska
- hrabstwo Kidder w stanie Dakota Północna
- hrabstwo Kimball w stanie Nebraska
- hrabstwo Kimble w stanie Teksas
- hrabstwo King w stanie Teksas
- hrabstwo King w stanie Waszyngton
- hrabstwo King and Queen w stanie Wirginia
- hrabstwo King George w stanie Wirginia
- hrabstwo King William w stanie Wirginia
- hrabstwo Kingfisher w stanie Oklahoma
- hrabstwo Kingman w stanie Kansas
- hrabstwo Kings w stanie Nowy Jork
- hrabstwo Kings w stanie Kalifornia
- hrabstwo Kingsbury w stanie Dakota Południowa
- hrabstwo Kinney w stanie Teksas
- hrabstwo Kiowa w stanie Kansas
- hrabstwo Kiowa w stanie Kolorado
- hrabstwo Kiowa w stanie Oklahoma
- hrabstwo Kit Carson w stanie Kolorado
- hrabstwo Kitsap w stanie Waszyngton
- hrabstwo Kittitas w stanie Waszyngton
- hrabstwo Kittson w stanie Minnesota
- hrabstwo Klamath w stanie Oregon
- hrabstwo Kleberg w stanie Teksas
- hrabstwo Klickitat w stanie Waszyngton
- hrabstwo Knott w stanie Kentucky
- hrabstwo Knox w stanie Illinois
- hrabstwo Knox w stanie Indiana
- hrabstwo Knox w stanie Kentucky
- hrabstwo Knox w stanie Maine
- hrabstwo Knox w stanie Missouri
- hrabstwo Knox w stanie Nebraska
- hrabstwo Knox w stanie Ohio
- hrabstwo Knox w stanie Teksas
- hrabstwo Knox w stanie Tennessee
- okręg Kodiak Island w stanie Alaska
- hrabstwo Koochiching w stanie Minnesota
- hrabstwo Kootenai w stanie Idaho
- hrabstwo Kosciusko w stanie Indiana
- hrabstwo Kossuth w stanie Iowa

## L
- hrabstwo La Crosse w stanie Wisconsin
- hrabstwo La Paz w stanie Arizona
- hrabstwo La Plata w stanie Kolorado
- hrabstwo La Salle w stanie Teksas
- parafia Lafayette w stanie Luizjana
- hrabstwo Labette w stanie Kansas
- hrabstwo Lac qui Parle w stanie Minnesota
- hrabstwo Lackawanna w stanie Pensylwania
- hrabstwo Laclede w stanie Missouri
- hrabstwo Lafayette w stanie Arkansas
- hrabstwo Lafayette w stanie Floryda
- hrabstwo Lafayette w stanie Missisipi
- hrabstwo Lafayette w stanie Missouri
- hrabstwo Lafayette w stanie Wisconsin
- parafia Lafourche w stanie Luizjana
- hrabstwo LaGrange w stanie Indiana
- hrabstwo Lake w stanie Dakota Południowa
- hrabstwo Lake w stanie Floryda
- hrabstwo Lake w stanie Illinois
- hrabstwo Lake w stanie Indiana
- hrabstwo Lake w stanie Kalifornia
- hrabstwo Lake w stanie Kolorado
- hrabstwo Lake w stanie Michigan
- hrabstwo Lake w stanie Minnesota
- hrabstwo Lake w stanie Montana
- hrabstwo Lake w stanie Ohio
- hrabstwo Lake w stanie Oregon
- hrabstwo Lake w stanie Tennessee
- okręg Lake and Peninsula w stanie Alaska
- hrabstwo Lake of the Woods w stanie Minnesota
- hrabstwo Lamar w stanie Alabama
- hrabstwo Lamar w stanie Georgia
- hrabstwo Lamar w stanie Missisipi
- hrabstwo Lamar w stanie Teksas
- hrabstwo Lamb w stanie Teksas
- hrabstwo Lamoille w stanie Vermont
- hrabstwo LaMoure w stanie Dakota Północna
- hrabstwo Lampasas w stanie Teksas
- hrabstwo Lancaster w stanie Karolina Południowa
- hrabstwo Lancaster w stanie Nebraska
- hrabstwo Lancaster w stanie Pensylwania
- hrabstwo Lancaster w stanie Wirginia
- hrabstwo Lander w stanie Nevada
- hrabstwo Lane w stanie Kansas
- hrabstwo Lane w stanie Oregon
- hrabstwo Langlade w stanie Wisconsin
- hrabstwo Lanier w stanie Georgia
- hrabstwo Lapeer w stanie Michigan
- hrabstwo LaPorte w stanie Indiana
- hrabstwo Laramie w stanie Wyoming
- hrabstwo Larimer w stanie Kolorado
- hrabstwo Larue w stanie Kentucky
- hrabstwo Las Animas w stanie Kolorado
- hrabstwo La Salle w stanie Illinois
- hrabstwo Lassen w stanie Kalifornia
- hrabstwo Latah w stanie Idaho
- hrabstwo Latimer w stanie Oklahoma
- hrabstwo Lauderdale w stanie Alabama
- hrabstwo Lauderdale w stanie Missisipi
- hrabstwo Lauderdale w stanie Tennessee
- hrabstwo Laurel w stanie Kentucky
- hrabstwo Laurens w stanie Georgia
- hrabstwo Laurens w stanie Karolina Południowa
- hrabstwo Lavaca w stanie Teksas
- hrabstwo Lawrence w stanie Alabama
- hrabstwo Lawrence w stanie Arkansas
- hrabstwo Lawrence w stanie Dakota Południowa
- hrabstwo Lawrence w stanie Illinois
- hrabstwo Lawrence w stanie Indiana
- hrabstwo Lawrence w stanie Kentucky
- hrabstwo Lawrence w stanie Missisipi
- hrabstwo Lawrence w stanie Missouri
- hrabstwo Lawrence w stanie Ohio
- hrabstwo Lawrence w stanie Pensylwania
- hrabstwo Lawrence w stanie Tennessee
- hrabstwo Le Flore w stanie Oklahoma
- hrabstwo Le Sueur w stanie Minnesota
- hrabstwo Lea w stanie Nowy Meksyk
- hrabstwo Leake w stanie Missisipi
- hrabstwo Leavenworth w stanie Kansas
- hrabstwo Lebanon w stanie Pensylwania
- hrabstwo Lee w stanie Alabama
- hrabstwo Lee w stanie Arkansas
- hrabstwo Lee w stanie Floryda
- hrabstwo Lee w stanie Georgia
- hrabstwo Lee w stanie Illinois
- hrabstwo Lee w stanie Iowa
- hrabstwo Lee w stanie Karolina Południowa
- hrabstwo Lee w stanie Karolina Północna
- hrabstwo Lee w stanie Kentucky
- hrabstwo Lee w stanie Missisipi
- hrabstwo Lee w stanie Teksas
- hrabstwo Lee w stanie Wirginia
- hrabstwo Leelanau w stanie Michigan
- hrabstwo Leflore w stanie Missisipi
- hrabstwo Lehigh w stanie Pensylwania
- hrabstwo Lemhi w stanie Idaho
- hrabstwo Lenawee w stanie Michigan
- hrabstwo Lenoir w stanie Karolina Północna
- hrabstwo Leon w stanie Floryda
- hrabstwo Leon w stanie Teksas
- hrabstwo Leslie w stanie Kentucky
- hrabstwo Letcher w stanie Kentucky
- hrabstwo Levy w stanie Floryda
- hrabstwo Lewis w stanie Idaho
- hrabstwo Lewis w stanie Kentucky
- hrabstwo Lewis w stanie Missouri
- hrabstwo Lewis w stanie Nowy Jork
- hrabstwo Lewis w stanie Tennessee
- hrabstwo Lewis w stanie Waszyngton
- hrabstwo Lewis w stanie Wirginia Zachodnia
- hrabstwo Lewis and Clark w stanie Montana
- hrabstwo Lexington city w stanie Wirginia
- hrabstwo Lexington w stanie Karolina Południowa
- hrabstwo Liberty w stanie Floryda
- hrabstwo Liberty w stanie Georgia
- hrabstwo Liberty w stanie Montana
- hrabstwo Liberty w stanie Teksas
- hrabstwo Licking w stanie Ohio
- hrabstwo Limestone w stanie Alabama
- hrabstwo Limestone w stanie Teksas
- hrabstwo Lincoln w stanie Arkansas
- hrabstwo Lincoln w stanie Dakota Południowa
- hrabstwo Lincoln w stanie Georgia
- hrabstwo Lincoln w stanie Idaho
- hrabstwo Lincoln w stanie Kansas
- hrabstwo Lincoln w stanie Karolina Północna
- hrabstwo Lincoln w stanie Kentucky
- hrabstwo Lincoln w stanie Kolorado
- hrabstwo Lincoln w stanie Maine
- hrabstwo Lincoln w stanie Minnesota
- hrabstwo Lincoln w stanie Missisipi
- hrabstwo Lincoln w stanie Missouri
- hrabstwo Lincoln w stanie Montana
- hrabstwo Lincoln w stanie Nebraska
- hrabstwo Lincoln w stanie Nevada
- hrabstwo Lincoln w stanie Nowy Meksyk
- hrabstwo Lincoln w stanie Oklahoma
- hrabstwo Lincoln w stanie Oregon
- hrabstwo Lincoln w stanie Tennessee
- hrabstwo Lincoln w stanie Waszyngton
- hrabstwo Lincoln w stanie Wirginia Zachodnia
- hrabstwo Lincoln w stanie Wisconsin
- hrabstwo Lincoln w stanie Wyoming
- parafia Lincoln w stanie Luizjana
- hrabstwo Linn w stanie Iowa
- hrabstwo Linn w stanie Kansas
- hrabstwo Linn w stanie Missouri
- hrabstwo Linn w stanie Oregon
- hrabstwo Lipscomb w stanie Teksas
- hrabstwo Litchfield w stanie Connecticut
- hrabstwo Little River w stanie Arkansas
- hrabstwo Live Oak w stanie Teksas
- hrabstwo Livingston w stanie Illinois
- hrabstwo Livingston w stanie Kentucky
- hrabstwo Livingston w stanie Michigan
- hrabstwo Livingston w stanie Missouri
- hrabstwo Livingston w stanie Nowy Jork
- parafia Livingston w stanie Luizjana
- hrabstwo Llano w stanie Teksas
- hrabstwo Logan w stanie Arkansas
- hrabstwo Logan w stanie Dakota Północna
- hrabstwo Logan w stanie Illinois
- hrabstwo Logan w stanie Kansas
- hrabstwo Logan w stanie Kentucky
- hrabstwo Logan w stanie Kolorado
- hrabstwo Logan w stanie Nebraska
- hrabstwo Logan w stanie Ohio
- hrabstwo Logan w stanie Oklahoma
- hrabstwo Logan w stanie Wirginia Zachodnia
- hrabstwo Long w stanie Georgia
- hrabstwo Lonoke w stanie Arkansas
- hrabstwo Lorain w stanie Ohio
- hrabstwo Los Alamos w stanie Nowy Meksyk
- hrabstwo Los Angeles w stanie Kalifornia
- hrabstwo Loudon w stanie Tennessee
- hrabstwo Loudoun w stanie Wirginia
- hrabstwo Louisa w stanie Iowa
- hrabstwo Louisa w stanie Wirginia
- hrabstwo Loup w stanie Nebraska
- hrabstwo Love w stanie Oklahoma
- hrabstwo Loving w stanie Teksas
- hrabstwo Lowndes w stanie Alabama
- hrabstwo Lowndes w stanie Georgia
- hrabstwo Lowndes w stanie Missisipi
- hrabstwo Lubbock w stanie Teksas
- hrabstwo Lucas w stanie Iowa
- hrabstwo Lucas w stanie Ohio
- hrabstwo Luce w stanie Michigan
- hrabstwo Lumpkin w stanie Georgia
- hrabstwo Luna w stanie Nowy Meksyk
- hrabstwo Lunenburg w stanie Wirginia
- hrabstwo Luzerne w stanie Pensylwania
- hrabstwo Lycoming w stanie Pensylwania
- hrabstwo Lyman w stanie Dakota Południowa
- hrabstwo Lynchburg city w stanie Wirginia
- hrabstwo Lynn w stanie Teksas
- hrabstwo Lyon w stanie Iowa
- hrabstwo Lyon w stanie Kansas
- hrabstwo Lyon w stanie Kentucky
- hrabstwo Lyon w stanie Minnesota
- hrabstwo Lyon w stanie Nevada

## M
- hrabstwo Mackinac w stanie Michigan
- hrabstwo Macomb w stanie Michigan
- hrabstwo Macon w stanie Alabama
- hrabstwo Macon w stanie Georgia
- hrabstwo Macon w stanie Illinois
- hrabstwo Macon w stanie Karolina Północna
- hrabstwo Macon w stanie Missouri
- hrabstwo Macon w stanie Tennessee
- hrabstwo Macoupin w stanie Illinois
- hrabstwo Madera w stanie Kalifornia
- hrabstwo Madison w stanie Alabama
- hrabstwo Madison w stanie Arkansas
- hrabstwo Madison w stanie Floryda
- hrabstwo Madison w stanie Georgia
- hrabstwo Madison w stanie Idaho
- hrabstwo Madison w stanie Illinois
- hrabstwo Madison w stanie Indiana
- hrabstwo Madison w stanie Iowa
- hrabstwo Madison w stanie Karolina Północna
- hrabstwo Madison w stanie Kentucky
- hrabstwo Madison w stanie Missisipi
- hrabstwo Madison w stanie Missouri
- hrabstwo Madison w stanie Montana
- hrabstwo Madison w stanie Nebraska
- hrabstwo Madison w stanie Nowy Jork
- hrabstwo Madison w stanie Ohio
- hrabstwo Madison w stanie Teksas
- hrabstwo Madison w stanie Tennessee
- hrabstwo Madison w stanie Wirginia
- parafia Madison w stanie Luizjana
- hrabstwo Magoffin w stanie Kentucky
- hrabstwo Mahaska w stanie Iowa
- hrabstwo Mahnomen w stanie Minnesota
- hrabstwo Mahoning w stanie Ohio
- hrabstwo Major w stanie Oklahoma
- hrabstwo Malheur w stanie Oregon
- hrabstwo Manassas city w stanie Wirginia
- hrabstwo Manassas Park city w stanie Wirginia
- hrabstwo Manatee w stanie Floryda
- hrabstwo Manistee w stanie Michigan
- hrabstwo Manitowoc w stanie Wisconsin
- hrabstwo Marathon w stanie Wisconsin
- hrabstwo Marengo w stanie Alabama
- hrabstwo Maricopa w stanie Arizona
- hrabstwo Maries w stanie Missouri
- hrabstwo Marin w stanie Kalifornia
- hrabstwo Marinette w stanie Wisconsin
- hrabstwo Marion w stanie Alabama
- hrabstwo Marion w stanie Arkansas
- hrabstwo Marion w stanie Floryda
- hrabstwo Marion w stanie Georgia
- hrabstwo Marion w stanie Illinois
- hrabstwo Marion w stanie Indiana
- hrabstwo Marion w stanie Iowa
- hrabstwo Marion w stanie Kansas
- hrabstwo Marion w stanie Karolina Południowa
- hrabstwo Marion w stanie Kentucky
- hrabstwo Marion w stanie Missisipi
- hrabstwo Marion w stanie Missouri
- hrabstwo Marion w stanie Ohio
- hrabstwo Marion w stanie Oregon
- hrabstwo Marion w stanie Teksas
- hrabstwo Marion w stanie Tennessee
- hrabstwo Marion w stanie Wirginia Zachodnia
- hrabstwo Mariposa w stanie Kalifornia
- hrabstwo Marlboro w stanie Karolina Południowa
- hrabstwo Marquette w stanie Michigan
- hrabstwo Marquette w stanie Wisconsin
- hrabstwo Marshall w stanie Alabama
- hrabstwo Marshall w stanie Dakota Południowa
- hrabstwo Marshall w stanie Illinois
- hrabstwo Marshall w stanie Indiana
- hrabstwo Marshall w stanie Iowa
- hrabstwo Marshall w stanie Kansas
- hrabstwo Marshall w stanie Kentucky
- hrabstwo Marshall w stanie Minnesota
- hrabstwo Marshall w stanie Missisipi
- hrabstwo Marshall w stanie Oklahoma
- hrabstwo Marshall w stanie Tennessee
- hrabstwo Marshall w stanie Wirginia Zachodnia
- hrabstwo Martin w stanie Floryda
- hrabstwo Martin w stanie Indiana
- hrabstwo Martin w stanie Karolina Północna
- hrabstwo Martin w stanie Kentucky
- hrabstwo Martin w stanie Minnesota
- hrabstwo Martin w stanie Teksas
- hrabstwo Martinsville city w stanie Wirginia
- hrabstwo Mason w stanie Illinois
- hrabstwo Mason w stanie Kentucky
- hrabstwo Mason w stanie Michigan
- hrabstwo Mason w stanie Teksas
- hrabstwo Mason w stanie Waszyngton
- hrabstwo Mason w stanie Wirginia Zachodnia
- hrabstwo Massac w stanie Illinois
- hrabstwo Matagorda w stanie Teksas
- okręg Matanuska-Susitna w stanie Alaska
- hrabstwo Mathews w stanie Wirginia
- hrabstwo Maui w stanie Hawaje
- hrabstwo Maury w stanie Tennessee
- hrabstwo Maverick w stanie Teksas
- hrabstwo Mayes w stanie Oklahoma
- hrabstwo McClain w stanie Oklahoma
- hrabstwo McCone w stanie Montana
- hrabstwo McCook w stanie Dakota Południowa
- hrabstwo McCormick w stanie Karolina Południowa
- hrabstwo McCracken w stanie Kentucky
- hrabstwo McCreary w stanie Kentucky
- hrabstwo McCulloch w stanie Teksas
- hrabstwo McCurtain w stanie Oklahoma
- hrabstwo McDonald w stanie Missouri
- hrabstwo McDonough w stanie Illinois
- hrabstwo McDowell w stanie Karolina Północna
- hrabstwo McDowell w stanie Wirginia Zachodnia
- hrabstwo McDuffie w stanie Georgia
- hrabstwo McHenry w stanie Dakota Północna
- hrabstwo McHenry w stanie Illinois
- hrabstwo McIntosh w stanie Dakota Północna
- hrabstwo McIntosh w stanie Georgia
- hrabstwo McIntosh w stanie Oklahoma
- hrabstwo McKean w stanie Pensylwania
- hrabstwo McKenzie w stanie Dakota Północna
- hrabstwo McKinley w stanie Nowy Meksyk
- hrabstwo McLean w stanie Dakota Północna
- hrabstwo McLean w stanie Illinois
- hrabstwo McLean w stanie Kentucky
- hrabstwo McLennan w stanie Teksas
- hrabstwo McLeod w stanie Minnesota
- hrabstwo McMinn w stanie Tennessee
- hrabstwo McMullen w stanie Teksas
- hrabstwo McNairy w stanie Tennessee
- hrabstwo McPherson w stanie Dakota Południowa
- hrabstwo McPherson w stanie Kansas
- hrabstwo McPherson w stanie Nebraska
- hrabstwo Meade w stanie Dakota Południowa
- hrabstwo Meade w stanie Kansas
- hrabstwo Meade w stanie Kentucky
- hrabstwo Meagher w stanie Montana
- hrabstwo Mecklenburg w stanie Karolina Północna
- hrabstwo Mecklenburg w stanie Wirginia
- hrabstwo Mecosta w stanie Michigan
- hrabstwo Medina w stanie Ohio
- hrabstwo Medina w stanie Teksas
- hrabstwo Meeker w stanie Minnesota
- hrabstwo Meigs w stanie Ohio
- hrabstwo Meigs w stanie Tennessee
- hrabstwo Mellette w stanie Dakota Południowa
- hrabstwo Menard w stanie Illinois
- hrabstwo Menard w stanie Teksas
- hrabstwo Mendocino w stanie Kalifornia
- hrabstwo Menifee w stanie Kentucky
- hrabstwo Menominee w stanie Michigan
- hrabstwo Menominee w stanie Wisconsin
- hrabstwo Merced w stanie Kalifornia
- hrabstwo Mercer w stanie Dakota Północna
- hrabstwo Mercer w stanie Illinois
- hrabstwo Mercer w stanie Kentucky
- hrabstwo Mercer w stanie Missouri
- hrabstwo Mercer w stanie New Jersey
- hrabstwo Mercer w stanie Ohio
- hrabstwo Mercer w stanie Pensylwania
- hrabstwo Mercer w stanie Wirginia Zachodnia
- hrabstwo Meriwether w stanie Georgia
- hrabstwo Merrick w stanie Nebraska
- hrabstwo Merrimack w stanie New Hampshire
- hrabstwo Mesa w stanie Kolorado
- hrabstwo Metcalfe w stanie Kentucky
- hrabstwo Miami w stanie Indiana
- hrabstwo Miami w stanie Kansas
- hrabstwo Miami w stanie Ohio
- hrabstwo Miami-Dade w stanie Floryda
- hrabstwo Middlesex w stanie Connecticut
- hrabstwo Middlesex w stanie Massachusetts
- hrabstwo Middlesex w stanie New Jersey
- hrabstwo Middlesex w stanie Wirginia
- hrabstwo Midland w stanie Michigan
- hrabstwo Midland w stanie Teksas
- hrabstwo Mifflin w stanie Pensylwania
- hrabstwo Milam w stanie Teksas
- hrabstwo Millard w stanie Utah
- hrabstwo Mille Lacs w stanie Minnesota
- hrabstwo Miller w stanie Arkansas
- hrabstwo Miller w stanie Georgia
- hrabstwo Miller w stanie Missouri
- hrabstwo Mills w stanie Iowa
- hrabstwo Mills w stanie Teksas
- hrabstwo Milwaukee w stanie Wisconsin
- hrabstwo Miner w stanie Dakota Południowa
- hrabstwo Mineral w stanie Kolorado
- hrabstwo Mineral w stanie Montana
- hrabstwo Mineral w stanie Nevada
- hrabstwo Mineral w stanie Wirginia Zachodnia
- hrabstwo Mingo w stanie Wirginia Zachodnia
- hrabstwo Minidoka w stanie Idaho
- hrabstwo Minnehaha w stanie Dakota Południowa
- hrabstwo Missaukee w stanie Michigan
- hrabstwo Mississippi w stanie Arkansas
- hrabstwo Mississippi w stanie Missouri
- hrabstwo Missoula w stanie Montana
- hrabstwo Mitchell w stanie Georgia
- hrabstwo Mitchell w stanie Iowa
- hrabstwo Mitchell w stanie Kansas
- hrabstwo Mitchell w stanie Karolina Północna
- hrabstwo Mitchell w stanie Teksas
- hrabstwo Mobile w stanie Alabama
- hrabstwo Modoc w stanie Kalifornia
- hrabstwo Moffat w stanie Kolorado
- hrabstwo Mohave w stanie Arizona
- hrabstwo Moniteau w stanie Missouri
- hrabstwo Monmouth w stanie New Jersey
- hrabstwo Mono w stanie Kalifornia
- hrabstwo Monona w stanie Iowa
- hrabstwo Monongalia w stanie Wirginia Zachodnia
- hrabstwo Monroe w stanie Alabama
- hrabstwo Monroe w stanie Arkansas
- hrabstwo Monroe w stanie Floryda
- hrabstwo Monroe w stanie Georgia
- hrabstwo Monroe w stanie Illinois
- hrabstwo Monroe w stanie Indiana
- hrabstwo Monroe w stanie Iowa
- hrabstwo Monroe w stanie Kentucky
- hrabstwo Monroe w stanie Michigan
- hrabstwo Monroe w stanie Missisipi
- hrabstwo Monroe w stanie Missouri
- hrabstwo Monroe w stanie Nowy Jork
- hrabstwo Monroe w stanie Ohio
- hrabstwo Monroe w stanie Pensylwania
- hrabstwo Monroe w stanie Tennessee
- hrabstwo Monroe w stanie Wirginia Zachodnia
- hrabstwo Monroe w stanie Wisconsin
- hrabstwo Montague w stanie Teksas
- hrabstwo Montcalm w stanie Michigan
- hrabstwo Monterey w stanie Kalifornia
- hrabstwo Montezuma w stanie Kolorado
- hrabstwo Montgomery w stanie Alabama
- hrabstwo Montgomery w stanie Arkansas
- hrabstwo Montgomery w stanie Georgia
- hrabstwo Montgomery w stanie Illinois
- hrabstwo Montgomery w stanie Indiana
- hrabstwo Montgomery w stanie Iowa
- hrabstwo Montgomery w stanie Kansas
- hrabstwo Montgomery w stanie Karolina Północna
- hrabstwo Montgomery w stanie Kentucky
- hrabstwo Montgomery w stanie Maryland
- hrabstwo Montgomery w stanie Missisipi
- hrabstwo Montgomery w stanie Missouri
- hrabstwo Montgomery w stanie Nowy Jork
- hrabstwo Montgomery w stanie Ohio
- hrabstwo Montgomery w stanie Pensylwania
- hrabstwo Montgomery w stanie Teksas
- hrabstwo Montgomery w stanie Tennessee
- hrabstwo Montgomery w stanie Wirginia
- hrabstwo Montmorency w stanie Michigan
- hrabstwo Montour w stanie Pensylwania
- hrabstwo Montrose w stanie Kolorado
- hrabstwo Moody w stanie Dakota Południowa
- hrabstwo Moore w stanie Karolina Północna
- hrabstwo Moore w stanie Teksas
- hrabstwo Moore w stanie Tennessee
- hrabstwo Mora w stanie Nowy Meksyk
- parafia Morehouse w stanie Luizjana
- hrabstwo Morgan w stanie Alabama
- hrabstwo Morgan w stanie Georgia
- hrabstwo Morgan w stanie Illinois
- hrabstwo Morgan w stanie Indiana
- hrabstwo Morgan w stanie Kentucky
- hrabstwo Morgan w stanie Kolorado
- hrabstwo Morgan w stanie Missouri
- hrabstwo Morgan w stanie Ohio
- hrabstwo Morgan w stanie Tennessee
- hrabstwo Morgan w stanie Utah
- hrabstwo Morgan w stanie Wirginia Zachodnia
- hrabstwo Morrill w stanie Nebraska
- hrabstwo Morris w stanie Kansas
- hrabstwo Morris w stanie New Jersey
- hrabstwo Morris w stanie Teksas
- hrabstwo Morrison w stanie Minnesota
- hrabstwo Morrow w stanie Ohio
- hrabstwo Morrow w stanie Oregon
- hrabstwo Morton w stanie Dakota Północna
- hrabstwo Morton w stanie Kansas
- hrabstwo Motley w stanie Teksas
- hrabstwo Moultrie w stanie Illinois
- hrabstwo Mountrail w stanie Dakota Północna
- hrabstwo Mower w stanie Minnesota
- hrabstwo Muhlenberg w stanie Kentucky
- hrabstwo Multnomah w stanie Oregon
- hrabstwo Murray w stanie Georgia
- hrabstwo Murray w stanie Minnesota
- hrabstwo Murray w stanie Oklahoma
- hrabstwo Muscatine w stanie Iowa
- hrabstwo Muscogee w stanie Georgia
- hrabstwo Muskegon w stanie Michigan
- hrabstwo Muskingum w stanie Ohio
- hrabstwo Muskogee w stanie Oklahoma
- hrabstwo Musselshell w stanie Montana

## N
- hrabstwo Nacogdoches w stanie Teksas
- hrabstwo Nance w stanie Nebraska
- hrabstwo Nantucket w stanie Massachusetts
- hrabstwo Napa w stanie Kalifornia
- hrabstwo Nash w stanie Karolina Północna
- hrabstwo Nassau w stanie Floryda
- hrabstwo Nassau w stanie Nowy Jork
- parafia Natchitoches w stanie Luizjana
- hrabstwo Natrona w stanie Wyoming
- hrabstwo Navajo w stanie Arizona
- hrabstwo Navarro w stanie Teksas
- hrabstwo Nelson w stanie Dakota Północna
- hrabstwo Nelson w stanie Kentucky
- hrabstwo Nelson w stanie Wirginia
- hrabstwo Nemaha w stanie Kansas
- hrabstwo Nemaha w stanie Nebraska
- hrabstwo Neosho w stanie Kansas
- hrabstwo Neshoba w stanie Missisipi
- hrabstwo Ness w stanie Kansas
- hrabstwo Nevada w stanie Arkansas
- hrabstwo Nevada w stanie Kalifornia
- hrabstwo New Castle w stanie Delaware
- hrabstwo New Hanover w stanie Karolina Północna
- hrabstwo New Haven w stanie Connecticut
- hrabstwo New Kent w stanie Wirginia
- hrabstwo New London w stanie Connecticut
- hrabstwo New Madrid w stanie Missouri
- hrabstwo New York w stanie Nowy Jork
- hrabstwo Newaygo w stanie Michigan
- hrabstwo Newberry w stanie Karolina Południowa
- hrabstwo Newport w stanie Rhode Island
- miasto Newport News w stanie Wirginia
- hrabstwo Newton w stanie Arkansas
- hrabstwo Newton w stanie Georgia
- hrabstwo Newton w stanie Indiana
- hrabstwo Newton w stanie Missisipi
- hrabstwo Newton w stanie Missouri
- hrabstwo Newton w stanie Teksas
- hrabstwo Nez Perce w stanie Idaho
- hrabstwo Niagara w stanie Nowy Jork
- hrabstwo Nicholas w stanie Kentucky
- hrabstwo Nicholas w stanie Wirginia Zachodnia
- hrabstwo Nicollet w stanie Minnesota
- hrabstwo Niobrara w stanie Wyoming
- hrabstwo Noble w stanie Indiana
- hrabstwo Noble w stanie Ohio
- hrabstwo Noble w stanie Oklahoma
- hrabstwo Nobles w stanie Minnesota
- hrabstwo Nodaway w stanie Missouri
- hrabstwo Nolan w stanie Teksas
- okręg Nome w stanie Alaska
- hrabstwo Norfolk w stanie Massachusetts
- miasto Norfolk w stanie Wirginia
- hrabstwo Norman w stanie Minnesota
- okręg North Slope w stanie Alaska
- hrabstwo Northampton w stanie Karolina Północna
- hrabstwo Northampton w stanie Pensylwania
- hrabstwo Northampton w stanie Wirginia
- hrabstwo Northumberland w stanie Pensylwania
- hrabstwo Northumberland w stanie Wirginia
- okręg Northwest Arctic w stanie Alaska
- hrabstwo Norton city w stanie Wirginia
- hrabstwo Norton w stanie Kansas
- hrabstwo Nottoway w stanie Wirginia
- hrabstwo Nowata w stanie Oklahoma
- hrabstwo Noxubee w stanie Missisipi
- hrabstwo Nuckolls w stanie Nebraska
- hrabstwo Nueces w stanie Teksas
- hrabstwo Nye w stanie Nevada

## O
- hrabstwo O’Brien w stanie Iowa
- hrabstwo Oakland w stanie Michigan
- hrabstwo Obion w stanie Tennessee
- hrabstwo Ocean w stanie New Jersey
- hrabstwo Oceana w stanie Michigan
- hrabstwo Ochiltree w stanie Teksas
- hrabstwo Oconee w stanie Georgia
- hrabstwo Oconee w stanie Karolina Południowa
- hrabstwo Oconto w stanie Wisconsin
- hrabstwo Ogemaw w stanie Michigan
- hrabstwo Ogle w stanie Illinois
- hrabstwo Oglethorpe w stanie Georgia
- hrabstwo Ohio w stanie Indiana
- hrabstwo Ohio w stanie Kentucky
- hrabstwo Ohio w stanie Wirginia Zachodnia
- hrabstwo Okaloosa w stanie Floryda
- hrabstwo Okanogan w stanie Waszyngton
- hrabstwo Okeechobee w stanie Floryda
- hrabstwo Okfuskee w stanie Oklahoma
- hrabstwo Oklahoma w stanie Oklahoma
- hrabstwo Okmulgee w stanie Oklahoma
- hrabstwo Oktibbeha w stanie Missisipi
- hrabstwo Oldham w stanie Kentucky
- hrabstwo Oldham w stanie Teksas
- hrabstwo Oliver w stanie Dakota Północna
- hrabstwo Olmsted w stanie Minnesota
- hrabstwo Oneida w stanie Idaho
- hrabstwo Oneida w stanie Nowy Jork
- hrabstwo Oneida w stanie Wisconsin
- hrabstwo Onondaga w stanie Nowy Jork
- hrabstwo Onslow w stanie Karolina Północna
- hrabstwo Ontario w stanie Nowy Jork
- hrabstwo Ontonagon w stanie Michigan
- hrabstwo Orange w stanie Floryda
- hrabstwo Orange w stanie Indiana
- hrabstwo Orange w stanie Kalifornia
- hrabstwo Orange w stanie Karolina Północna
- hrabstwo Orange w stanie Nowy Jork
- hrabstwo Orange w stanie Teksas
- hrabstwo Orange w stanie Vermont
- hrabstwo Orange w stanie Wirginia
- hrabstwo Orangeburg w stanie Karolina Południowa
- hrabstwo Oregon w stanie Missouri
- hrabstwo Orleans w stanie Nowy Jork
- hrabstwo Orleans w stanie Vermont
- parafia Orleans w stanie Luizjana
- hrabstwo Osage w stanie Kansas
- hrabstwo Osage w stanie Missouri
- hrabstwo Osage w stanie Oklahoma
- hrabstwo Osborne w stanie Kansas
- hrabstwo Osceola w stanie Floryda
- hrabstwo Osceola w stanie Iowa
- hrabstwo Osceola w stanie Michigan
- hrabstwo Oscoda w stanie Michigan
- hrabstwo Oswego w stanie Nowy Jork
- hrabstwo Otero w stanie Kolorado
- hrabstwo Otero w stanie Nowy Meksyk
- hrabstwo Otoe w stanie Nebraska
- hrabstwo Otsego w stanie Michigan
- hrabstwo Otsego w stanie Nowy Jork
- hrabstwo Ottawa w stanie Kansas
- hrabstwo Ottawa w stanie Michigan
- hrabstwo Ottawa w stanie Ohio
- hrabstwo Ottawa w stanie Oklahoma
- hrabstwo Otter Tail w stanie Minnesota
- hrabstwo Ouachita w stanie Arkansas
- parafia Ouachita w stanie Luizjana
- hrabstwo Ouray w stanie Kolorado
- hrabstwo Outagamie w stanie Wisconsin
- hrabstwo Overton w stanie Tennessee
- hrabstwo Owen w stanie Indiana
- hrabstwo Owen w stanie Kentucky
- hrabstwo Owsley w stanie Kentucky
- hrabstwo Owyhee w stanie Idaho
- hrabstwo Oxford w stanie Maine
- hrabstwo Ozark w stanie Missouri
- hrabstwo Ozaukee w stanie Wisconsin

## P
- hrabstwo Pacific w stanie Waszyngton
- hrabstwo Page w stanie Iowa
- hrabstwo Page w stanie Wirginia
- hrabstwo Palm Beach w stanie Floryda
- hrabstwo Palo Alto w stanie Iowa
- hrabstwo Palo Pinto w stanie Teksas
- hrabstwo Pamlico w stanie Karolina Północna
- hrabstwo Panola w stanie Missisipi
- hrabstwo Panola w stanie Teksas
- hrabstwo Park w stanie Kolorado
- hrabstwo Park w stanie Montana
- hrabstwo Park w stanie Wyoming
- hrabstwo Parke w stanie Indiana
- hrabstwo Parker w stanie Teksas
- hrabstwo Parmer w stanie Teksas
- hrabstwo Pasco w stanie Floryda
- hrabstwo Pasquotank w stanie Karolina Północna
- hrabstwo Passaic w stanie New Jersey
- hrabstwo Patrick w stanie Wirginia
- hrabstwo Paulding w stanie Georgia
- hrabstwo Paulding w stanie Ohio
- hrabstwo Pawnee w stanie Kansas
- hrabstwo Pawnee w stanie Nebraska
- hrabstwo Pawnee w stanie Oklahoma
- hrabstwo Payette w stanie Idaho
- hrabstwo Payne w stanie Oklahoma
- hrabstwo Peach w stanie Georgia
- hrabstwo Pearl River w stanie Missisipi
- hrabstwo Pecos w stanie Teksas
- hrabstwo Pembina w stanie Dakota Północna
- hrabstwo Pemiscot w stanie Missouri
- hrabstwo Pend Oreille w stanie Waszyngton
- hrabstwo Pender w stanie Karolina Północna
- hrabstwo Pendleton w stanie Kentucky
- hrabstwo Pendleton w stanie Wirginia Zachodnia
- hrabstwo Pennington w stanie Dakota Południowa
- hrabstwo Pennington w stanie Minnesota
- hrabstwo Penobscot w stanie Maine
- hrabstwo Peoria w stanie Illinois
- hrabstwo Pepin w stanie Wisconsin
- hrabstwo Perkins w stanie Dakota Południowa
- hrabstwo Perkins w stanie Nebraska
- hrabstwo Perquimans w stanie Karolina Północna
- hrabstwo Perry w stanie Alabama
- hrabstwo Perry w stanie Arkansas
- hrabstwo Perry w stanie Illinois
- hrabstwo Perry w stanie Indiana
- hrabstwo Perry w stanie Kentucky
- hrabstwo Perry w stanie Missisipi
- hrabstwo Perry w stanie Missouri
- hrabstwo Perry w stanie Ohio
- hrabstwo Perry w stanie Pensylwania
- hrabstwo Perry w stanie Tennessee
- hrabstwo Pershing w stanie Nevada
- hrabstwo Person w stanie Karolina Północna
- hrabstwo Petersburg city w stanie Wirginia
- hrabstwo Petroleum w stanie Montana
- hrabstwo Pettis w stanie Missouri
- hrabstwo Phelps w stanie Missouri
- hrabstwo Phelps w stanie Nebraska
- hrabstwo Philadelphia w stanie Pensylwania
- hrabstwo Phillips w stanie Arkansas
- hrabstwo Phillips w stanie Kansas
- hrabstwo Phillips w stanie Kolorado
- hrabstwo Phillips w stanie Montana
- hrabstwo Piatt w stanie Illinois
- hrabstwo Pickaway w stanie Ohio
- hrabstwo Pickens w stanie Alabama
- hrabstwo Pickens w stanie Georgia
- hrabstwo Pickens w stanie Karolina Południowa
- hrabstwo Pickett w stanie Tennessee
- hrabstwo Pierce w stanie Dakota Północna
- hrabstwo Pierce w stanie Georgia
- hrabstwo Pierce w stanie Nebraska
- hrabstwo Pierce w stanie Waszyngton
- hrabstwo Pierce w stanie Wisconsin
- hrabstwo Pike w stanie Alabama
- hrabstwo Pike w stanie Arkansas
- hrabstwo Pike w stanie Georgia
- hrabstwo Pike w stanie Illinois
- hrabstwo Pike w stanie Indiana
- hrabstwo Pike w stanie Kentucky
- hrabstwo Pike w stanie Missisipi
- hrabstwo Pike w stanie Missouri
- hrabstwo Pike w stanie Ohio
- hrabstwo Pike w stanie Pensylwania
- hrabstwo Pima w stanie Arizona
- hrabstwo Pinal w stanie Arizona
- hrabstwo Pine w stanie Minnesota
- hrabstwo Pinellas w stanie Floryda
- hrabstwo Pipestone w stanie Minnesota
- hrabstwo Piscataquis w stanie Maine
- hrabstwo Pitkin w stanie Kolorado
- hrabstwo Pitt w stanie Karolina Północna
- hrabstwo Pittsburg w stanie Oklahoma
- hrabstwo Pittsylvania w stanie Wirginia
- hrabstwo Piute w stanie Utah
- hrabstwo Placer w stanie Kalifornia
- parafia Plaquemines w stanie Luizjana
- hrabstwo Platte w stanie Missouri
- hrabstwo Platte w stanie Nebraska
- hrabstwo Platte w stanie Wyoming
- hrabstwo Pleasants w stanie Wirginia Zachodnia
- hrabstwo Plumas w stanie Kalifornia
- hrabstwo Plymouth w stanie Iowa
- hrabstwo Plymouth w stanie Massachusetts
- hrabstwo Pocahontas w stanie Iowa
- hrabstwo Pocahontas w stanie Wirginia Zachodnia
- hrabstwo Poinsett w stanie Arkansas
- parafia Pointe Coupee w stanie Luizjana
- hrabstwo Polk w stanie Arkansas
- hrabstwo Polk w stanie Floryda
- hrabstwo Polk w stanie Georgia
- hrabstwo Polk w stanie Iowa
- hrabstwo Polk w stanie Karolina Północna
- hrabstwo Polk w stanie Minnesota
- hrabstwo Polk w stanie Missouri
- hrabstwo Polk w stanie Nebraska
- hrabstwo Polk w stanie Oregon
- hrabstwo Polk w stanie Teksas
- hrabstwo Polk w stanie Tennessee
- hrabstwo Polk w stanie Wisconsin
- hrabstwo Pondera w stanie Montana
- hrabstwo Pontotoc w stanie Missisipi
- hrabstwo Pontotoc w stanie Oklahoma
- hrabstwo Pope w stanie Arkansas
- hrabstwo Pope w stanie Illinois
- hrabstwo Pope w stanie Minnesota
- hrabstwo Poquoson city w stanie Wirginia
- hrabstwo Portage w stanie Ohio
- hrabstwo Portage w stanie Wisconsin
- hrabstwo Porter w stanie Indiana
- hrabstwo Portsmouth city w stanie Wirginia
- hrabstwo Posey w stanie Indiana
- hrabstwo Pottawatomie w stanie Kansas
- hrabstwo Pottawatomie w stanie Oklahoma
- hrabstwo Pottawattamie w stanie Iowa
- hrabstwo Potter w stanie Dakota Południowa
- hrabstwo Potter w stanie Pensylwania
- hrabstwo Potter w stanie Teksas
- hrabstwo Powder River w stanie Montana
- hrabstwo Powell w stanie Kentucky
- hrabstwo Powell w stanie Montana
- hrabstwo Power w stanie Idaho
- hrabstwo Poweshiek w stanie Iowa
- hrabstwo Powhatan w stanie Wirginia
- hrabstwo Prairie w stanie Arkansas
- hrabstwo Prairie w stanie Montana
- hrabstwo Pratt w stanie Kansas
- hrabstwo Preble w stanie Ohio
- hrabstwo Prentiss w stanie Missisipi
- hrabstwo Presidio w stanie Teksas
- hrabstwo Presque Isle w stanie Michigan
- hrabstwo Preston w stanie Wirginia Zachodnia
- hrabstwo Price w stanie Wisconsin
- hrabstwo Prince Edward w stanie Wirginia
- hrabstwo Prince George’s w stanie Maryland
- hrabstwo Prince George w stanie Wirginia
- okręg Prince of Wales-Outer Ketchikan w stanie Alaska
- hrabstwo Prince William w stanie Wirginia
- hrabstwo Providence w stanie Rhode Island
- hrabstwo Prowers w stanie Kolorado
- hrabstwo Pueblo w stanie Kolorado
- hrabstwo Pulaski w stanie Arkansas
- hrabstwo Pulaski w stanie Georgia
- hrabstwo Pulaski w stanie Illinois
- hrabstwo Pulaski w stanie Indiana
- hrabstwo Pulaski w stanie Kentucky
- hrabstwo Pulaski w stanie Missouri
- hrabstwo Pulaski w stanie Wirginia
- hrabstwo Pushmataha w stanie Oklahoma
- hrabstwo Putnam w stanie Floryda
- hrabstwo Putnam w stanie Georgia
- hrabstwo Putnam w stanie Illinois
- hrabstwo Putnam w stanie Indiana
- hrabstwo Putnam w stanie Missouri
- hrabstwo Putnam w stanie Nowy Jork
- hrabstwo Putnam w stanie Ohio
- hrabstwo Putnam w stanie Tennessee
- hrabstwo Putnam w stanie Wirginia Zachodnia

## Q
- hrabstwo Quay w stanie Nowy Meksyk
- hrabstwo Queen Anne’s w stanie Maryland
- hrabstwo Queens w stanie Nowy Jork
- hrabstwo Quitman w stanie Georgia
- hrabstwo Quitman w stanie Missisipi

## R
- hrabstwo Rabun w stanie Georgia
- hrabstwo Racine w stanie Wisconsin
- hrabstwo Radford city w stanie Wirginia
- hrabstwo Rains w stanie Teksas
- hrabstwo Raleigh w stanie Wirginia Zachodnia
- hrabstwo Ralls w stanie Missouri
- hrabstwo Ramsey w stanie Dakota Północna
- hrabstwo Ramsey w stanie Minnesota
- hrabstwo Randall w stanie Teksas
- hrabstwo Randolph w stanie Alabama
- hrabstwo Randolph w stanie Arkansas
- hrabstwo Randolph w stanie Georgia
- hrabstwo Randolph w stanie Illinois
- hrabstwo Randolph w stanie Indiana
- hrabstwo Randolph w stanie Karolina Północna
- hrabstwo Randolph w stanie Missouri
- hrabstwo Randolph w stanie Wirginia Zachodnia
- hrabstwo Rankin w stanie Missisipi
- hrabstwo Ransom w stanie Dakota Północna
- parafia Rapides w stanie Luizjana
- hrabstwo Rappahannock w stanie Wirginia
- hrabstwo Ravalli w stanie Montana
- hrabstwo Rawlins w stanie Kansas
- hrabstwo Ray w stanie Missouri
- hrabstwo Reagan w stanie Teksas
- hrabstwo Real w stanie Teksas
- hrabstwo Red Lake w stanie Minnesota
- parafia Red River w stanie Luizjana
- hrabstwo Red River w stanie Teksas
- hrabstwo Red Willow w stanie Nebraska
- hrabstwo Redwood w stanie Minnesota
- hrabstwo Reeves w stanie Teksas
- hrabstwo Refugio w stanie Teksas
- hrabstwo Reno w stanie Kansas
- hrabstwo Rensselaer w stanie Nowy Jork
- hrabstwo Renville w stanie Dakota Północna
- hrabstwo Renville w stanie Minnesota
- hrabstwo Republic w stanie Kansas
- hrabstwo Reynolds w stanie Missouri
- hrabstwo Rhea w stanie Tennessee
- hrabstwo Rice w stanie Kansas
- hrabstwo Rice w stanie Minnesota
- hrabstwo Rich w stanie Utah
- hrabstwo Richardson w stanie Nebraska
- hrabstwo Richland w stanie Dakota Północna
- hrabstwo Richland w stanie Illinois
- hrabstwo Richland w stanie Karolina Południowa
- hrabstwo Richland w stanie Montana
- hrabstwo Richland w stanie Ohio
- hrabstwo Richland w stanie Wisconsin
- parafia Richland w stanie Luizjana
- hrabstwo Richmond w stanie Georgia
- hrabstwo Richmond w stanie Karolina Północna
- hrabstwo Richmond w stanie Nowy Jork
- hrabstwo Richmond w stanie Wirginia
- miasto Richmond w stanie Wirginia
- hrabstwo Riley w stanie Kansas
- hrabstwo Ringgold w stanie Iowa
- hrabstwo Rio Arriba w stanie Nowy Meksyk
- hrabstwo Rio Blanco w stanie Kolorado
- hrabstwo Rio Grande w stanie Kolorado
- hrabstwo Ripley w stanie Indiana
- hrabstwo Ripley w stanie Missouri
- hrabstwo Ritchie w stanie Wirginia Zachodnia
- hrabstwo Riverside w stanie Kalifornia
- hrabstwo Roane w stanie Tennessee
- hrabstwo Roane w stanie Wirginia Zachodnia
- hrabstwo Roanoke city w stanie Wirginia
- hrabstwo Roanoke w stanie Wirginia
- hrabstwo Roberts w stanie Dakota Południowa
- hrabstwo Roberts w stanie Teksas
- hrabstwo Robertson w stanie Kentucky
- hrabstwo Robertson w stanie Teksas
- hrabstwo Robertson w stanie Tennessee
- hrabstwo Robeson w stanie Karolina Północna
- hrabstwo Rock w stanie Minnesota
- hrabstwo Rock w stanie Nebraska
- hrabstwo Rock w stanie Wisconsin
- hrabstwo Rock Island w stanie Illinois
- hrabstwo Rockbridge w stanie Wirginia
- hrabstwo Rockcastle w stanie Kentucky
- hrabstwo Rockdale w stanie Georgia
- hrabstwo Rockingham w stanie Karolina Północna
- hrabstwo Rockingham w stanie New Hampshire
- hrabstwo Rockingham w stanie Wirginia
- hrabstwo Rockland w stanie Nowy Jork
- hrabstwo Rockwall w stanie Teksas
- hrabstwo Roger Mills w stanie Oklahoma
- hrabstwo Rogers w stanie Oklahoma
- hrabstwo Rolette w stanie Dakota Północna
- hrabstwo Rooks w stanie Kansas
- hrabstwo Roosevelt w stanie Montana
- hrabstwo Roosevelt w stanie Nowy Meksyk
- hrabstwo Roscommon w stanie Michigan
- hrabstwo Roseau w stanie Minnesota
- hrabstwo Rosebud w stanie Montana
- hrabstwo Ross w stanie Ohio
- hrabstwo Routt w stanie Kolorado
- hrabstwo Rowan w stanie Karolina Północna
- hrabstwo Rowan w stanie Kentucky
- hrabstwo Runnels w stanie Teksas
- hrabstwo Rush w stanie Indiana
- hrabstwo Rush w stanie Kansas
- hrabstwo Rusk w stanie Teksas
- hrabstwo Rusk w stanie Wisconsin
- hrabstwo Russell w stanie Alabama
- hrabstwo Russell w stanie Kansas
- hrabstwo Russell w stanie Kentucky
- hrabstwo Russell w stanie Wirginia
- hrabstwo Rutherford w stanie Karolina Północna
- hrabstwo Rutherford w stanie Tennessee
- hrabstwo Rutland w stanie Vermont

## S
- parafia Sabine w stanie Luizjana
- hrabstwo Sabine w stanie Teksas
- hrabstwo Sac w stanie Iowa
- hrabstwo Sacramento w stanie Kalifornia
- hrabstwo Sagadahoc w stanie Maine
- hrabstwo Saginaw w stanie Michigan
- hrabstwo Saguache w stanie Kolorado
- miasto Saint Louis w stanie Missouri
- hrabstwo Ste. Genevieve w stanie Missouri
- hrabstwo Salem city w stanie Wirginia
- hrabstwo Salem w stanie New Jersey
- hrabstwo Saline w stanie Arkansas
- hrabstwo Saline w stanie Illinois
- hrabstwo Saline w stanie Kansas
- hrabstwo Saline w stanie Missouri
- hrabstwo Saline w stanie Nebraska
- hrabstwo Salt Lake w stanie Utah
- hrabstwo Saluda w stanie Karolina Południowa
- hrabstwo Sampson w stanie Karolina Północna
- hrabstwo San Augustine w stanie Teksas
- hrabstwo San Benito w stanie Kalifornia
- hrabstwo San Bernardino w stanie Kalifornia
- hrabstwo San Diego w stanie Kalifornia
- hrabstwo San Francisco w stanie Kalifornia
- hrabstwo San Jacinto w stanie Teksas
- hrabstwo San Joaquin w stanie Kalifornia
- hrabstwo San Juan w stanie Kolorado
- hrabstwo San Juan w stanie Nowy Meksyk
- hrabstwo San Juan w stanie Utah
- hrabstwo San Juan w stanie Waszyngton
- hrabstwo San Luis Obispo w stanie Kalifornia
- hrabstwo San Mateo w stanie Kalifornia
- hrabstwo San Miguel w stanie Kolorado
- hrabstwo San Miguel w stanie Nowy Meksyk
- hrabstwo San Patricio w stanie Teksas
- hrabstwo San Saba w stanie Teksas
- hrabstwo Sanborn w stanie Dakota Południowa
- hrabstwo Sanders w stanie Montana
- hrabstwo Sandoval w stanie Nowy Meksyk
- hrabstwo Sandusky w stanie Ohio
- hrabstwo Sangamon w stanie Illinois
- hrabstwo Sanilac w stanie Michigan
- hrabstwo Sanpete w stanie Utah
- hrabstwo Santa Barbara w stanie Kalifornia
- hrabstwo Santa Clara w stanie Kalifornia
- hrabstwo Santa Cruz w stanie Arizona
- hrabstwo Santa Cruz w stanie Kalifornia
- hrabstwo Santa Fe w stanie Nowy Meksyk
- hrabstwo Santa Rosa w stanie Floryda
- hrabstwo Sarasota w stanie Floryda
- hrabstwo Saratoga w stanie Nowy Jork
- hrabstwo Sargent w stanie Dakota Północna
- hrabstwo Sarpy w stanie Nebraska
- hrabstwo Sauk w stanie Wisconsin
- hrabstwo Saunders w stanie Nebraska
- hrabstwo Sawyer w stanie Wisconsin
- hrabstwo Schenectady w stanie Nowy Jork
- hrabstwo Schleicher w stanie Teksas
- hrabstwo Schley w stanie Georgia
- hrabstwo Schoharie w stanie Nowy Jork
- hrabstwo Schoolcraft w stanie Michigan
- hrabstwo Schuyler w stanie Illinois
- hrabstwo Schuyler w stanie Missouri
- hrabstwo Schuyler w stanie Nowy Jork
- hrabstwo Schuylkill w stanie Pensylwania
- hrabstwo Scioto w stanie Ohio
- hrabstwo Scotland w stanie Karolina Północna
- hrabstwo Scotland w stanie Missouri
- hrabstwo Scott w stanie Arkansas
- hrabstwo Scott w stanie Illinois
- hrabstwo Scott w stanie Indiana
- hrabstwo Scott w stanie Iowa
- hrabstwo Scott w stanie Kansas
- hrabstwo Scott w stanie Kentucky
- hrabstwo Scott w stanie Minnesota
- hrabstwo Scott w stanie Missisipi
- hrabstwo Scott w stanie Missouri
- hrabstwo Scott w stanie Tennessee
- hrabstwo Scott w stanie Wirginia
- hrabstwo Scotts Bluff w stanie Nebraska
- hrabstwo Screven w stanie Georgia
- hrabstwo Scurry w stanie Teksas
- hrabstwo Searcy w stanie Arkansas
- hrabstwo Sebastian w stanie Arkansas
- hrabstwo Sedgwick w stanie Kansas
- hrabstwo Sedgwick w stanie Kolorado
- hrabstwo Seminole w stanie Floryda
- hrabstwo Seminole w stanie Georgia
- hrabstwo Seminole w stanie Oklahoma
- hrabstwo Seneca w stanie Nowy Jork
- hrabstwo Seneca w stanie Ohio
- hrabstwo Sequatchie w stanie Tennessee
- hrabstwo Sequoyah w stanie Oklahoma
- hrabstwo Sevier w stanie Arkansas
- hrabstwo Sevier w stanie Tennessee
- hrabstwo Sevier w stanie Utah
- hrabstwo Seward w stanie Kansas
- hrabstwo Seward w stanie Nebraska
- hrabstwo Shackelford w stanie Teksas
- hrabstwo Shannon w stanie Dakota Południowa
- hrabstwo Shannon w stanie Missouri
- hrabstwo Sharkey w stanie Missisipi
- hrabstwo Sharp w stanie Arkansas
- hrabstwo Shasta w stanie Kalifornia
- hrabstwo Shawano w stanie Wisconsin
- hrabstwo Shawnee w stanie Kansas
- hrabstwo Sheboygan w stanie Wisconsin
- hrabstwo Shelby w stanie Alabama
- hrabstwo Shelby w stanie Illinois
- hrabstwo Shelby w stanie Indiana
- hrabstwo Shelby w stanie Iowa
- hrabstwo Shelby w stanie Kentucky
- hrabstwo Shelby w stanie Missouri
- hrabstwo Shelby w stanie Ohio
- hrabstwo Shelby w stanie Teksas
- hrabstwo Shelby w stanie Tennessee
- hrabstwo Shenandoah w stanie Wirginia
- hrabstwo Sherburne w stanie Minnesota
- hrabstwo Sheridan w stanie Dakota Północna
- hrabstwo Sheridan w stanie Kansas
- hrabstwo Sheridan w stanie Montana
- hrabstwo Sheridan w stanie Nebraska
- hrabstwo Sheridan w stanie Wyoming
- hrabstwo Sherman w stanie Kansas
- hrabstwo Sherman w stanie Nebraska
- hrabstwo Sherman w stanie Oregon
- hrabstwo Sherman w stanie Teksas
- hrabstwo Shiawassee w stanie Michigan
- hrabstwo Shoshone w stanie Idaho
- hrabstwo Sibley w stanie Minnesota
- hrabstwo Sierra w stanie Kalifornia
- hrabstwo Sierra w stanie Nowy Meksyk
- hrabstwo Silver Bow w stanie Montana
- hrabstwo Simpson w stanie Kentucky
- hrabstwo Simpson w stanie Missisipi
- hrabstwo Sioux w stanie Dakota Północna
- hrabstwo Sioux w stanie Iowa
- hrabstwo Sioux w stanie Nebraska
- hrabstwo Siskiyou w stanie Kalifornia
- okręg Sitka w stanie Alaska
- hrabstwo Skagit w stanie Waszyngton
- okręg Skagway-Hoonah-Angoon w stanie Alaska
- okręg Southeast Fairbanks w stanie Alaska
- hrabstwo Skamania w stanie Waszyngton
- hrabstwo Slope w stanie Dakota Północna
- hrabstwo Smith w stanie Kansas
- hrabstwo Smith w stanie Missisipi
- hrabstwo Smith w stanie Teksas
- hrabstwo Smith w stanie Tennessee
- hrabstwo Smyth w stanie Wirginia
- hrabstwo Snohomish w stanie Waszyngton
- hrabstwo Snyder w stanie Pensylwania
- hrabstwo Socorro w stanie Nowy Meksyk
- hrabstwo Solano w stanie Kalifornia
- hrabstwo Somerset w stanie Maine
- hrabstwo Somerset w stanie Maryland
- hrabstwo Somerset w stanie New Jersey
- hrabstwo Somerset w stanie Pensylwania
- hrabstwo Somervell w stanie Teksas
- hrabstwo Sonoma w stanie Kalifornia
- hrabstwo Southampton w stanie Wirginia
- hrabstwo Spalding w stanie Georgia
- hrabstwo Spartanburg w stanie Karolina Południowa
- hrabstwo Spencer w stanie Indiana
- hrabstwo Spencer w stanie Kentucky
- hrabstwo Spink w stanie Dakota Południowa
- hrabstwo Spokane w stanie Waszyngton
- hrabstwo Spotsylvania w stanie Wirginia
- parafia St. Bernard w stanie Luizjana
- parafia St. Charles w stanie Luizjana
- hrabstwo St. Charles w stanie Missouri
- hrabstwo St. Clair w stanie Alabama
- hrabstwo St. Clair w stanie Illinois
- hrabstwo St. Clair w stanie Michigan
- hrabstwo St. Clair w stanie Missouri
- hrabstwo St. Croix w stanie Wisconsin
- hrabstwo St. Francis w stanie Arkansas
- hrabstwo St. Francois w stanie Missouri
- parafia St. Helena w stanie Luizjana
- parafia St. James w stanie Luizjana
- parafia St. John the Baptist w stanie Luizjana
- hrabstwo St. Johns w stanie Floryda
- hrabstwo St. Joseph w stanie Indiana
- hrabstwo St. Joseph w stanie Michigan
- parafia St. Landry w stanie Luizjana
- hrabstwo St. Lawrence w stanie Nowy Jork
- hrabstwo St. Louis w stanie Minnesota
- hrabstwo St. Louis w stanie Missouri
- hrabstwo St. Lucie w stanie Floryda
- parafia St. Martin w stanie Luizjana
- hrabstwo St. Mary’s w stanie Maryland
- parafia St. Tammany w stanie Luizjana
- parafia St. Mary w stanie Luizjana
- hrabstwo Stafford w stanie Kansas
- hrabstwo Stafford w stanie Wirginia
- hrabstwo Stanislaus w stanie Kalifornia
- hrabstwo Stanley w stanie Dakota Południowa
- hrabstwo Stanly w stanie Karolina Północna
- hrabstwo Stanton w stanie Kansas
- hrabstwo Stanton w stanie Nebraska
- hrabstwo Stark w stanie Dakota Północna
- hrabstwo Stark w stanie Illinois
- hrabstwo Stark w stanie Ohio
- hrabstwo Starke w stanie Indiana
- hrabstwo Starr w stanie Teksas
- hrabstwo Staunton city w stanie Wirginia
- hrabstwo Stearns w stanie Minnesota
- hrabstwo Steele w stanie Dakota Północna
- hrabstwo Steele w stanie Minnesota
- hrabstwo Stephens w stanie Georgia
- hrabstwo Stephens w stanie Oklahoma
- hrabstwo Stephens w stanie Teksas
- hrabstwo Stephenson w stanie Illinois
- hrabstwo Sterling w stanie Teksas
- hrabstwo Steuben w stanie Indiana
- hrabstwo Steuben w stanie Nowy Jork
- hrabstwo Stevens w stanie Kansas
- hrabstwo Stevens w stanie Minnesota
- hrabstwo Stevens w stanie Waszyngton
- hrabstwo Stewart w stanie Georgia
- hrabstwo Stewart w stanie Tennessee
- hrabstwo Stillwater w stanie Montana
- hrabstwo Stoddard w stanie Missouri
- hrabstwo Stokes w stanie Karolina Północna
- hrabstwo Stone w stanie Arkansas
- hrabstwo Stone w stanie Missisipi
- hrabstwo Stone w stanie Missouri
- hrabstwo Stonewall w stanie Teksas
- hrabstwo Storey w stanie Nevada
- hrabstwo Story w stanie Iowa
- hrabstwo Strafford w stanie New Hampshire
- hrabstwo Stutsman w stanie Dakota Północna
- hrabstwo Sublette w stanie Wyoming
- hrabstwo Suffolk w stanie Massachusetts
- hrabstwo Suffolk w stanie Nowy Jork
- hrabstwo Suffolk city w stanie Wirginia
- hrabstwo Sullivan w stanie Indiana
- hrabstwo Sullivan w stanie Missouri
- hrabstwo Sullivan w stanie New Hampshire
- hrabstwo Sullivan w stanie Nowy Jork
- hrabstwo Sullivan w stanie Pensylwania
- hrabstwo Sullivan w stanie Tennessee
- hrabstwo Sully w stanie Dakota Południowa
- hrabstwo Summers w stanie Wirginia Zachodnia
- hrabstwo Summit w stanie Kolorado
- hrabstwo Summit w stanie Ohio
- hrabstwo Summit w stanie Utah
- hrabstwo Sumner w stanie Kansas
- hrabstwo Sumner w stanie Tennessee
- hrabstwo Sumter w stanie Alabama
- hrabstwo Sumter w stanie Floryda
- hrabstwo Sumter w stanie Georgia
- hrabstwo Sumter w stanie Karolina Południowa
- hrabstwo Sunflower w stanie Missisipi
- hrabstwo Surry w stanie Karolina Północna
- hrabstwo Surry w stanie Wirginia
- hrabstwo Susquehanna w stanie Pensylwania
- hrabstwo Sussex w stanie Delaware
- hrabstwo Sussex w stanie New Jersey
- hrabstwo Sussex w stanie Wirginia
- hrabstwo Sutter w stanie Kalifornia
- hrabstwo Sutton w stanie Teksas
- hrabstwo Suwannee w stanie Floryda
- hrabstwo Swain w stanie Karolina Północna
- hrabstwo Sweet Grass w stanie Montana
- hrabstwo Sweetwater w stanie Wyoming
- hrabstwo Swift w stanie Minnesota
- hrabstwo Swisher w stanie Teksas
- hrabstwo Switzerland w stanie Indiana

## T
- hrabstwo Talbot w stanie Georgia
- hrabstwo Talbot w stanie Maryland
- hrabstwo Taliaferro w stanie Georgia
- hrabstwo Talladega w stanie Alabama
- hrabstwo Tallahatchie w stanie Missisipi
- hrabstwo Tallapoosa w stanie Alabama
- hrabstwo Tama w stanie Iowa
- hrabstwo Taney w stanie Missouri
- parafia Tangipahoa w stanie Luizjana
- hrabstwo Taos w stanie Nowy Meksyk
- hrabstwo Tarrant w stanie Teksas
- hrabstwo Tate w stanie Missisipi
- hrabstwo Tattnall w stanie Georgia
- hrabstwo Taylor w stanie Floryda
- hrabstwo Taylor w stanie Georgia
- hrabstwo Taylor w stanie Iowa
- hrabstwo Taylor w stanie Kentucky
- hrabstwo Taylor w stanie Teksas
- hrabstwo Taylor w stanie Wirginia Zachodnia
- hrabstwo Taylor w stanie Wisconsin
- hrabstwo Tazewell w stanie Illinois
- hrabstwo Tazewell w stanie Wirginia
- hrabstwo Tehama w stanie Kalifornia
- hrabstwo Telfair w stanie Georgia
- hrabstwo Teller w stanie Kolorado
- parafia Tensas w stanie Luizjana
- parafia Terrebonne w stanie Luizjana
- hrabstwo Terrell w stanie Georgia
- hrabstwo Terrell w stanie Teksas
- hrabstwo Terry w stanie Teksas
- hrabstwo Teton w stanie Idaho
- hrabstwo Teton w stanie Montana
- hrabstwo Teton w stanie Wyoming
- hrabstwo Texas w stanie Missouri
- hrabstwo Texas w stanie Oklahoma
- hrabstwo Thayer w stanie Nebraska
- hrabstwo Thomas w stanie Georgia
- hrabstwo Thomas w stanie Kansas
- hrabstwo Thomas w stanie Nebraska
- hrabstwo Throckmorton w stanie Teksas
- hrabstwo Thurston w stanie Nebraska
- hrabstwo Thurston w stanie Waszyngton
- hrabstwo Tift w stanie Georgia
- hrabstwo Tillamook w stanie Oregon
- hrabstwo Tillman w stanie Oklahoma
- hrabstwo Tioga w stanie Nowy Jork
- hrabstwo Tioga w stanie Pensylwania
- hrabstwo Tippah w stanie Missisipi
- hrabstwo Tippecanoe w stanie Indiana
- hrabstwo Tipton w stanie Indiana
- hrabstwo Tipton w stanie Tennessee
- hrabstwo Tishomingo w stanie Missisipi
- hrabstwo Titus w stanie Teksas
- hrabstwo Todd w stanie Dakota Południowa
- hrabstwo Todd w stanie Kentucky
- hrabstwo Todd w stanie Minnesota
- hrabstwo Tolland w stanie Connecticut
- hrabstwo Tom Green w stanie Teksas
- hrabstwo Tompkins w stanie Nowy Jork
- hrabstwo Tooele w stanie Utah
- hrabstwo Toole w stanie Montana
- hrabstwo Toombs w stanie Georgia
- hrabstwo Torrance w stanie Nowy Meksyk
- hrabstwo Towner w stanie Dakota Północna
- hrabstwo Towns w stanie Georgia
- hrabstwo Traill w stanie Dakota Północna
- hrabstwo Transylvania w stanie Karolina Północna
- hrabstwo Traverse w stanie Minnesota
- hrabstwo Travis w stanie Teksas
- hrabstwo Treasure w stanie Montana
- hrabstwo Trego w stanie Kansas
- hrabstwo Trempealeau w stanie Wisconsin
- hrabstwo Treutlen w stanie Georgia
- hrabstwo Trigg w stanie Kentucky
- hrabstwo Trimble w stanie Kentucky
- hrabstwo Trinity w stanie Kalifornia
- hrabstwo Trinity w stanie Teksas
- hrabstwo Tripp w stanie Dakota Południowa
- hrabstwo Troup w stanie Georgia
- hrabstwo Trousdale w stanie Tennessee
- hrabstwo Trumbull w stanie Ohio
- hrabstwo Tucker w stanie Wirginia Zachodnia
- hrabstwo Tulare w stanie Kalifornia
- hrabstwo Tulsa w stanie Oklahoma
- hrabstwo Tunica w stanie Missisipi
- hrabstwo Tuolumne w stanie Kalifornia
- hrabstwo Turner w stanie Dakota Południowa
- hrabstwo Turner w stanie Georgia
- hrabstwo Tuscaloosa w stanie Alabama
- hrabstwo Tuscarawas w stanie Ohio
- hrabstwo Tuscola w stanie Michigan
- hrabstwo Twiggs w stanie Georgia
- hrabstwo Twin Falls w stanie Idaho
- hrabstwo Tyler w stanie Teksas
- hrabstwo Tyler w stanie Wirginia Zachodnia
- hrabstwo Tyrrell w stanie Karolina Północna

## U
- hrabstwo Uinta w stanie Wyoming
- hrabstwo Uintah w stanie Utah
- hrabstwo Ulster w stanie Nowy Jork
- hrabstwo Umatilla w stanie Oregon
- hrabstwo Unicoi w stanie Tennessee
- hrabstwo Union w stanie Arkansas
- hrabstwo Union w stanie Dakota Południowa
- hrabstwo Union w stanie Floryda
- hrabstwo Union w stanie Georgia
- hrabstwo Union w stanie Illinois
- hrabstwo Union w stanie Indiana
- hrabstwo Union w stanie Iowa
- hrabstwo Union w stanie Karolina Południowa
- hrabstwo Union w stanie Karolina Północna
- hrabstwo Union w stanie Kentucky
- hrabstwo Union w stanie Missisipi
- hrabstwo Union w stanie New Jersey
- hrabstwo Union w stanie Nowy Meksyk
- hrabstwo Union w stanie Ohio
- hrabstwo Union w stanie Oregon
- hrabstwo Union w stanie Pensylwania
- hrabstwo Union w stanie Tennessee
- parafia Union w stanie Luizjana
- hrabstwo Upshur w stanie Teksas
- hrabstwo Upshur w stanie Wirginia Zachodnia
- hrabstwo Upson w stanie Georgia
- hrabstwo Upton w stanie Teksas
- hrabstwo Utah w stanie Utah
- hrabstwo Uvalde w stanie Teksas

## V
- hrabstwo Val Verde w stanie Teksas
- okręg Valdez-Cordova w stanie Alaska
- hrabstwo Valencia w stanie Nowy Meksyk
- hrabstwo Valley w stanie Idaho
- hrabstwo Valley w stanie Montana
- hrabstwo Valley w stanie Nebraska
- hrabstwo Van Buren w stanie Arkansas
- hrabstwo Van Buren w stanie Iowa
- hrabstwo Van Buren w stanie Michigan
- hrabstwo Van Buren w stanie Tennessee
- hrabstwo Van Wert w stanie Ohio
- hrabstwo Van Zandt w stanie Teksas
- hrabstwo Vance w stanie Karolina Północna
- hrabstwo Vanderburgh w stanie Indiana
- hrabstwo Venango w stanie Pensylwania
- hrabstwo Ventura w stanie Kalifornia
- parafia Vermilion w stanie Luizjana
- hrabstwo Vermilion w stanie Illinois
- hrabstwo Vermillion w stanie Indiana
- hrabstwo Vernon w stanie Missouri
- hrabstwo Vernon w stanie Wisconsin
- parafia Vernon w stanie Luizjana
- hrabstwo Victoria w stanie Teksas
- hrabstwo Vigo w stanie Indiana
- hrabstwo Vilas w stanie Wisconsin
- hrabstwo Vinton w stanie Ohio
- miasto Virginia Beach w stanie Wirginia
- hrabstwo Volusia w stanie Floryda

## W
- hrabstwo Wabash w stanie Illinois
- hrabstwo Wabash w stanie Indiana
- hrabstwo Wabasha w stanie Minnesota
- hrabstwo Wabaunsee w stanie Kansas
- okręg Wade Hampton w stanie Alaska
- hrabstwo Wadena w stanie Minnesota
- hrabstwo Wagoner w stanie Oklahoma
- hrabstwo Wahkiakum w stanie Waszyngton
- hrabstwo Wake w stanie Karolina Północna
- hrabstwo Wakulla w stanie Floryda
- hrabstwo Waldo w stanie Maine
- hrabstwo Walker w stanie Alabama
- hrabstwo Walker w stanie Georgia
- hrabstwo Walker w stanie Teksas
- hrabstwo Walla Walla w stanie Waszyngton
- hrabstwo Wallace w stanie Kansas
- hrabstwo Waller w stanie Teksas
- hrabstwo Wallowa w stanie Oregon
- hrabstwo Walsh w stanie Dakota Północna
- hrabstwo Walthall w stanie Missisipi
- hrabstwo Walton w stanie Floryda
- hrabstwo Walton w stanie Georgia
- hrabstwo Walworth w stanie Dakota Południowa
- hrabstwo Walworth w stanie Wisconsin
- hrabstwo Wapello w stanie Iowa
- hrabstwo Ward w stanie Dakota Północna
- hrabstwo Ward w stanie Teksas
- hrabstwo Ware w stanie Georgia
- hrabstwo Warren w stanie Georgia
- hrabstwo Warren w stanie Illinois
- hrabstwo Warren w stanie Indiana
- hrabstwo Warren w stanie Iowa
- hrabstwo Warren w stanie Karolina Północna
- hrabstwo Warren w stanie Kentucky
- hrabstwo Warren w stanie Missisipi
- hrabstwo Warren w stanie Missouri
- hrabstwo Warren w stanie New Jersey
- hrabstwo Warren w stanie Nowy Jork
- hrabstwo Warren w stanie Ohio
- hrabstwo Warren w stanie Pensylwania
- hrabstwo Warren w stanie Tennessee
- hrabstwo Warren w stanie Wirginia
- hrabstwo Warrick w stanie Indiana
- hrabstwo Wasatch w stanie Utah
- hrabstwo Wasco w stanie Oregon
- hrabstwo Waseca w stanie Minnesota
- hrabstwo Washakie w stanie Wyoming
- hrabstwo Washburn w stanie Wisconsin
- hrabstwo Washington w stanie Alabama
- hrabstwo Washington w stanie Arkansas
- hrabstwo Washington w stanie Floryda
- hrabstwo Washington w stanie Georgia
- hrabstwo Washington w stanie Idaho
- hrabstwo Washington w stanie Illinois
- hrabstwo Washington w stanie Indiana
- hrabstwo Washington w stanie Iowa
- hrabstwo Washington w stanie Kansas
- hrabstwo Washington w stanie Karolina Północna
- hrabstwo Washington w stanie Kentucky
- hrabstwo Washington w stanie Kolorado
- hrabstwo Washington w stanie Maine
- hrabstwo Washington w stanie Maryland
- hrabstwo Washington w stanie Minnesota
- hrabstwo Washington w stanie Missisipi
- hrabstwo Washington w stanie Missouri
- hrabstwo Washington w stanie Nebraska
- hrabstwo Washington w stanie Nowy Jork
- hrabstwo Washington w stanie Ohio
- hrabstwo Washington w stanie Oklahoma
- hrabstwo Washington w stanie Oregon
- hrabstwo Washington w stanie Pensylwania
- hrabstwo Washington w stanie Rhode Island
- hrabstwo Washington w stanie Teksas
- hrabstwo Washington w stanie Tennessee
- hrabstwo Washington w stanie Utah
- hrabstwo Washington w stanie Vermont
- hrabstwo Washington w stanie Wirginia
- hrabstwo Washington w stanie Wisconsin
- parafia Washington w stanie Luizjana
- hrabstwo Washita w stanie Oklahoma
- hrabstwo Washoe w stanie Nevada
- hrabstwo Washtenaw w stanie Michigan
- hrabstwo Watauga w stanie Karolina Północna
- hrabstwo Watonwan w stanie Minnesota
- hrabstwo Waukesha w stanie Wisconsin
- hrabstwo Waupaca w stanie Wisconsin
- hrabstwo Waushara w stanie Wisconsin
- hrabstwo Wayne w stanie Georgia
- hrabstwo Wayne w stanie Illinois
- hrabstwo Wayne w stanie Indiana
- hrabstwo Wayne w stanie Iowa
- hrabstwo Wayne w stanie Karolina Północna
- hrabstwo Wayne w stanie Kentucky
- hrabstwo Wayne w stanie Michigan
- hrabstwo Wayne w stanie Missisipi
- hrabstwo Wayne w stanie Missouri
- hrabstwo Wayne w stanie Nebraska
- hrabstwo Wayne w stanie Nowy Jork
- hrabstwo Wayne w stanie Ohio
- hrabstwo Wayne w stanie Pensylwania
- hrabstwo Wayne w stanie Tennessee
- hrabstwo Wayne w stanie Utah
- hrabstwo Wayne w stanie Wirginia Zachodnia
- hrabstwo Waynesboro city w stanie Wirginia
- hrabstwo Weakley w stanie Tennessee
- hrabstwo Webb w stanie Teksas
- hrabstwo Weber w stanie Utah
- hrabstwo Webster w stanie Georgia
- hrabstwo Webster w stanie Iowa
- hrabstwo Webster w stanie Kentucky
- hrabstwo Webster w stanie Missisipi
- hrabstwo Webster w stanie Missouri
- hrabstwo Webster w stanie Nebraska
- hrabstwo Webster w stanie Wirginia Zachodnia
- parafia Webster w stanie Luizjana
- hrabstwo Weld w stanie Kolorado
- hrabstwo Wells w stanie Dakota Północna
- hrabstwo Wells w stanie Indiana
- parafia West Baton Rouge w stanie Luizjana
- parafia West Carroll w stanie Luizjana
- parafia West Feliciana w stanie Luizjana
- hrabstwo Westchester w stanie Nowy Jork
- hrabstwo Westmoreland w stanie Pensylwania
- hrabstwo Westmoreland w stanie Wirginia
- hrabstwo Weston w stanie Wyoming
- hrabstwo Wetzel w stanie Wirginia Zachodnia
- hrabstwo Wexford w stanie Michigan
- hrabstwo Wharton w stanie Teksas
- hrabstwo Whatcom w stanie Waszyngton
- hrabstwo Wheatland w stanie Montana
- hrabstwo Wheeler w stanie Georgia
- hrabstwo Wheeler w stanie Nebraska
- hrabstwo Wheeler w stanie Oregon
- hrabstwo Wheeler w stanie Teksas
- hrabstwo White w stanie Arkansas
- hrabstwo White w stanie Georgia
- hrabstwo White w stanie Illinois
- hrabstwo White w stanie Indiana
- hrabstwo White w stanie Tennessee
- hrabstwo White Pine w stanie Nevada
- hrabstwo Whiteside w stanie Illinois
- hrabstwo Whitfield w stanie Georgia
- hrabstwo Whitley w stanie Indiana
- hrabstwo Whitley w stanie Kentucky
- hrabstwo Whitman w stanie Waszyngton
- hrabstwo Wibaux w stanie Montana
- hrabstwo Wichita w stanie Kansas
- hrabstwo Wichita w stanie Teksas
- hrabstwo Wicomico w stanie Maryland
- hrabstwo Wilbarger w stanie Teksas
- hrabstwo Wilcox w stanie Alabama
- hrabstwo Wilcox w stanie Georgia
- hrabstwo Wilkes w stanie Georgia
- hrabstwo Wilkes w stanie Karolina Północna
- hrabstwo Wilkin w stanie Minnesota
- hrabstwo Wilkinson w stanie Georgia
- hrabstwo Wilkinson w stanie Missisipi
- hrabstwo Will w stanie Illinois
- hrabstwo Willacy w stanie Teksas
- hrabstwo Williams w stanie Dakota Północna
- hrabstwo Williams w stanie Ohio
- hrabstwo Williamsburg city w stanie Wirginia
- hrabstwo Williamsburg w stanie Karolina Południowa
- hrabstwo Williamson w stanie Illinois
- hrabstwo Williamson w stanie Teksas
- hrabstwo Williamson w stanie Tennessee
- hrabstwo Wilson w stanie Kansas
- hrabstwo Wilson w stanie Karolina Północna
- hrabstwo Wilson w stanie Teksas
- hrabstwo Wilson w stanie Tennessee
- hrabstwo Winchester city w stanie Wirginia
- hrabstwo Windham w stanie Connecticut
- hrabstwo Windham w stanie Vermont
- hrabstwo Windsor w stanie Vermont
- hrabstwo Winkler w stanie Teksas
- parafia Winn w stanie Luizjana
- hrabstwo Winnebago w stanie Illinois
- hrabstwo Winnebago w stanie Iowa
- hrabstwo Winnebago w stanie Wisconsin
- hrabstwo Winneshiek w stanie Iowa
- hrabstwo Winona w stanie Minnesota
- hrabstwo Winston w stanie Alabama
- hrabstwo Winston w stanie Missisipi
- hrabstwo Wirt w stanie Wirginia Zachodnia
- hrabstwo Wise w stanie Teksas
- hrabstwo Wise w stanie Wirginia
- hrabstwo Wolfe w stanie Kentucky
- hrabstwo Wood w stanie Ohio
- hrabstwo Wood w stanie Teksas
- hrabstwo Wood w stanie Wirginia Zachodnia
- hrabstwo Wood w stanie Wisconsin
- hrabstwo Woodbury w stanie Iowa
- hrabstwo Woodford w stanie Illinois
- hrabstwo Woodford w stanie Kentucky
- hrabstwo Woodruff w stanie Arkansas
- hrabstwo Woods w stanie Oklahoma
- hrabstwo Woodson w stanie Kansas
- hrabstwo Woodward w stanie Oklahoma
- hrabstwo Worcester w stanie Maryland
- hrabstwo Worcester w stanie Massachusetts
- hrabstwo Worth w stanie Georgia
- hrabstwo Worth w stanie Iowa
- hrabstwo Worth w stanie Missouri
- okręg Wrangell-Petersburg w stanie Alaska
- hrabstwo Wright w stanie Iowa
- hrabstwo Wright w stanie Minnesota
- hrabstwo Wright w stanie Missouri
- hrabstwo Wyandot w stanie Ohio
- hrabstwo Wyandotte w stanie Kansas
- hrabstwo Wyoming w stanie Nowy Jork
- hrabstwo Wyoming w stanie Pensylwania
- hrabstwo Wyoming w stanie Wirginia Zachodnia
- hrabstwo Wythe w stanie Wirginia

## Y
- hrabstwo Yadkin w stanie Karolina Północna
- hrabstwo Yakima w stanie Waszyngton
- okręg Yakutat w stanie Alaska
- hrabstwo Yalobusha w stanie Missisipi
- hrabstwo Yamhill w stanie Oregon
- hrabstwo Yancey w stanie Karolina Północna
- hrabstwo Yankton w stanie Dakota Południowa
- hrabstwo Yates w stanie Nowy Jork
- hrabstwo Yavapai w stanie Arizona
- hrabstwo Yazoo w stanie Missisipi
- hrabstwo Yell w stanie Arkansas
- hrabstwo Yellow Medicine w stanie Minnesota
- hrabstwo Yellowstone w stanie Montana
- hrabstwo Yoakum w stanie Teksas
- hrabstwo Yolo w stanie Kalifornia
- hrabstwo York w stanie Karolina Południowa
- hrabstwo York w stanie Maine
- hrabstwo York w stanie Nebraska
- hrabstwo York w stanie Pensylwania
- hrabstwo York w stanie Wirginia
- hrabstwo Young w stanie Teksas
- hrabstwo Yuba w stanie Kalifornia
- okręg Yukon-Koyukuk w stanie Alaska
- hrabstwo Yuma w stanie Arizona
- hrabstwo Yuma w stanie Kolorado

## Z
- hrabstwo Zapata w stanie Teksas
- hrabstwo Zavala w stanie Teksas
- hrabstwo Ziebach w stanie Dakota Południowa